# 500 miles d'Indianapolis
Ne doit pas être confondu avec le Grand Prix automobile d'Indianapolis
Les 500 miles d'Indianapolis — aussi connus comme l'Indianapolis 500 ou Indy 500 — est une compétition automobile américaine, qui se tient chaque année depuis 1911 sur l'Indianapolis Motor Speedway à Speedway (une petite ville enclave, complètement entourée par Indianapolis) dans l'État de l'Indiana. Organisée chaque année le week-end précédant le lundi du Memorial Day, c'est la plus ancienne course automobile du monde encore organisée aujourd'hui.
L'événement, considéré par certains comme « le plus grand spectacle de compétition automobile » (The Greatest Spectacle in Racing,), est l'une des trois courses les plus prestigieuses au monde avec le Grand Prix de Monaco et les 24 Heures du Mans. Il est organisé dans le cadre des IndyCar Series, la principale série de monoplace américaine. L'affluence de la course n'est jamais officiellement communiquée par l'organisation, mais la capacité du « Brickyard » — nom donné à l'Indianapolis Motor Speedway dont la surface était recouverte de pavés à sa construction en 1909 — compte plus de 250 000 places assises dans les gradins et 400 000 places au total.
La course inaugurale en 1911 a été remportée par Ray Harroun. A. J. Foyt, Al Unser, Rick Mears et Hélio Castroneves sont avec quatre succès, les pilotes les plus couronnés de l'épreuve. Rick Mears détient également le record de pole position avec six. Roger Penske est le propriétaire d'équipe qui a connu le plus de victoires avec 20, dont la dernière en date avec Josef Newgarden en 2024.
L'épreuve est organisée au rythme de différentes traditions et cérémonies, se tenant avant et après la course, parmi lesquelles la mise en grille des 33 voitures qualifiées, le « (Back Home Again in) Indiana », le prononcé du « Pilotes, démarrez vos moteurs » ou encore la bouteille de lait remise au vainqueur.

## Les spécificités de l'Indy 500
Les 500 miles d'Indianapolis se déroulent chaque année sur l'Indianapolis Motor Speedway, un circuit ovale de 2,5 miles (4,02 km) composé de quatre lignes droites distinctes (deux longues d'un kilomètre, et deux plus courtes de 200 mètres) et quatre virages de tailles et inclinaisons identiques mais à l'exposition au vent différente. Les pilotes doivent parcourir 200 tours, dans le sens anti-horaire, pour une distance de 500 miles (800 km). Depuis la première course en 1911, la course se tient autour du week-end du Memorial Day. Depuis 1974, la course est systématiquement organisée le dimanche précédant le lundi du Mémorial Day. Ce jour est d'ailleurs considéré comme l'une des journées les plus importantes du calendrier des sports automobiles à travers le monde, l'Indy 500 se déroulant le même jour (à l'heure actuelle[Quand ?]) que le Grand Prix de Monaco de Formule 1 et le Coca-Cola 600, l'une des épreuves phares de la NASCAR.
L'Indianapolis 500 se déroule sur une période de quinze jours, des essais libres jusqu'à la course, en passant par les séances de qualification. Des essais préliminaires se tiennent en avril.
Traditionnellement, 33 voitures, alignées sur trois lignes de onze voitures, peuvent prendre le départ. Les voitures sont des monoplaces de type IndyCar, à cockpit ouvert qui répondent au règlement des IndyCar Series depuis 1996. Elles sont exclusivement conçues par Dallara. Depuis 2018, tous les participants utilisent des moteurs V6 de 2,2 L à double turbocompresseurs, conçus par Chevrolet et Honda pour produire entre 550 et 700 chevaux. Firestone, dont les liens avec Indianapolis remontent aux premières éditions est le fournisseur exclusif de pneus.
L'Indy 500 est l'événement le plus prestigieux du calendrier des IndyCar Series, et l'une des courses les plus prestigieuses du sport automobile. Ce prestige est intimement lié avec l'Indianapolis Motor Speedway, la plus grande enceinte sportive du monde en termes de capacité avec 400 000 places. La dotation du vainqueur a dépassé en 2019 les 2,6 millions de dollars. Étant donné le prestige de la course — dépassant celui du championnat —, il n'est pas rare que certaines équipes et certains pilotes se concentrent sur la préparation de cette course en début de la saison, ne participant pas à l'intégralité du championnat.
Pour des raisons de sécurité, la course ne se déroule pas par temps de pluie. S'il pleut pendant la course, les officiels peuvent y mettre fin et donner un vainqueur si plus de la moitié de la distance prévue (soit 101 tours) a été complétée. Les courses peuvent se terminer sous régime de drapeau jaune, afin de respecter la sécurité des pilotes, mais les officiels peuvent aussi agiter le drapeau rouge, et attendre que les conditions permettent une fin de course dans des conditions optimales.

## Histoire

### Les prémices de l'Indy 500

#### La construction de l’Indianapolis Motor Speedway (1909)

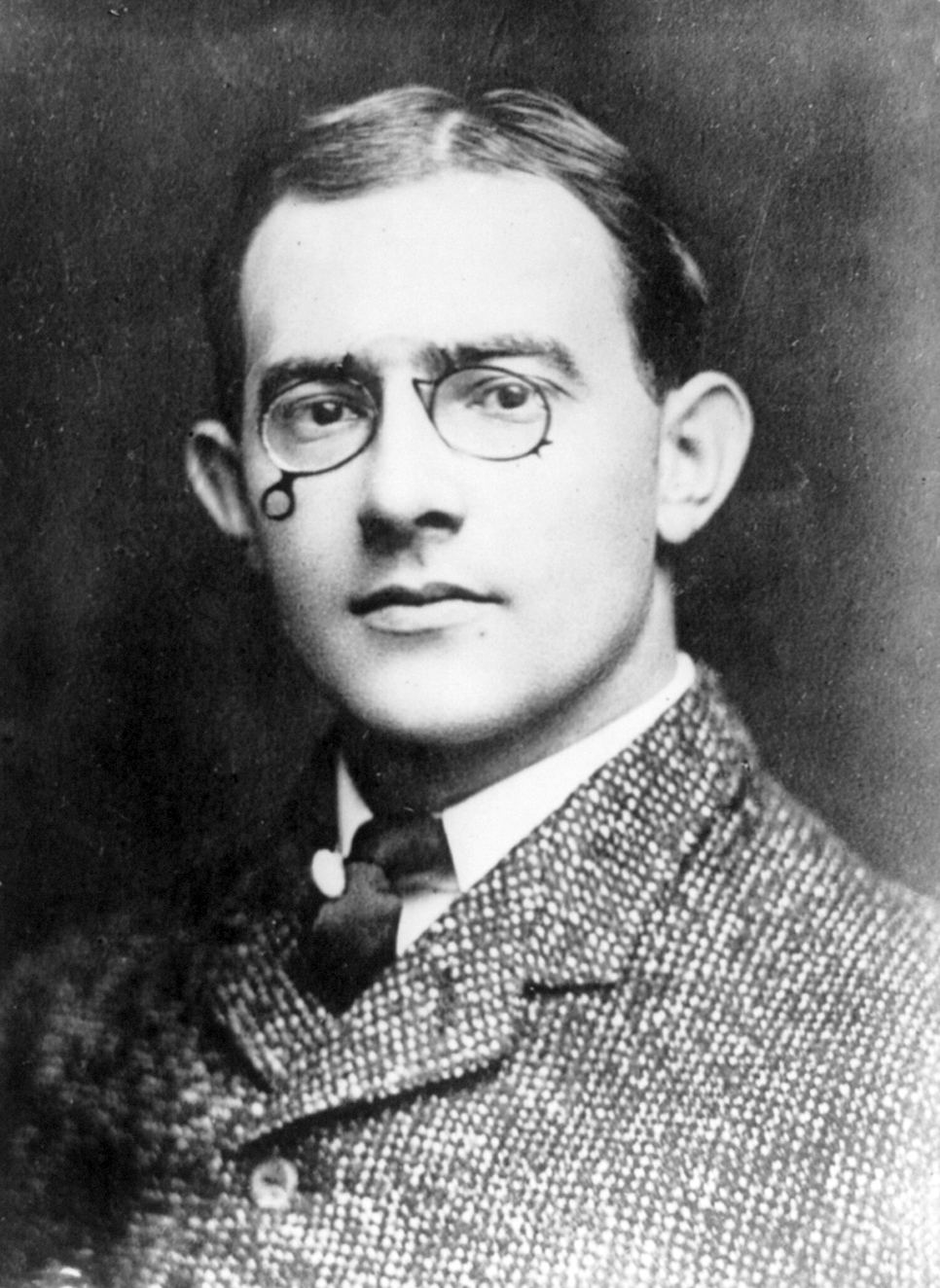
L'homme d'affaires Carl Graham Fisher est à l'origine de la création du circuit.

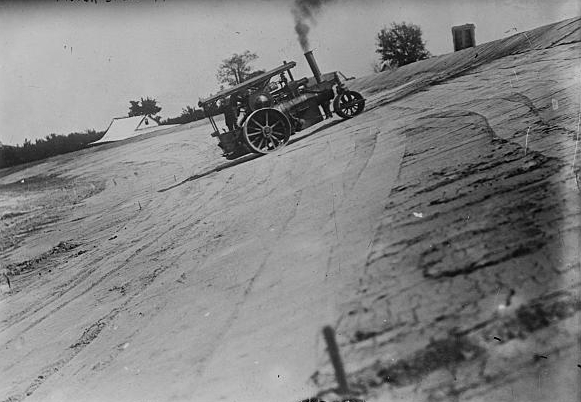
L'Indianapolis Motor Speedway, dans ses premières années.

L'homme d'affaires Carl Graham Fisher envisage pour la première fois de construire un speedway, un ovale de vitesse destiné au sport automobile, à Indianapolis en 1909, après avoir assisté à des courses automobiles en Europe et plus particulièrement, en France. Fisher remarque cependant que les routes (ou parfois les pistes normalement destinées aux courses hippiques) sur lesquelles roulent les voitures sont dangereuses et mal adaptées à la course et aux essais,. Il estime également que les spectateurs n'en avaient pas pour leur argent, car ils ne pouvaient avoir qu'un bref aperçu des voitures, roulant souvent à toute vitesse sur une route linéaire,.
Fisher propose alors de construire une piste circulaire de 5 à 8 km de long, d'une largeur comprise entre 30 et 45 m. Sur une telle piste, les grands constructeurs auraient l'occasion de tester leurs voitures à des vitesses soutenues. Les pilotes auraient eux l'opportunité de repousser leurs propres limites. Selon les prévisions de Fisher, les vitesses pourraient atteindre les 190 km/h.
Il visite en 1907 les installations du circuit de Brooklands, en périphérie de Londres. Il s'agit du tout premier lieu consacré au sport automobile construit spécialement à cet effet. Son attention est particulièrement attirée par les virages, en « Banking ». Ils comportent un degré d'inclinaison, permettant aux voitures de conserver une vitesse élevée en courbe. Cette configuration renforce sa détermination de faire construire le speedway.
Convaincu par son idée, Fisher commence à chercher un terrain dans la région d'Indianapolis pour construire le circuit. Il s'intéresse à des terres agricoles de 328 acres, à environ 5 miles d'Indianapolis. En décembre 1908, il convainc les hommes d'affaires et ingénieurs James A. Allison, Arthur Newby et Frank W. Wheeler de l'acquérir conjointement au prix de 72 000 dollars. Ensemble, ils fondent le 20 mars 1909 l'Indianapolis Motor Speedway Company.
La construction du circuit commence en mars 1909,. Fisher réduit rapidement les dimensions de la piste qu'il avait prévu, pour aboutir à une piste ovale, de forme rectangulaire à la base, et d'une longueur de 2,5 miles (4,02 km). Ses dimensions sont demeurées inchangées depuis sa création. Diminuer les dimensions de la piste permettait notamment de construire les infrastructures adjacentes, telles que les tribunes et les voies d'accès. 500 ouvriers, 300 mules et des dizaines de machines à vapeur sont nécessaires pour mener à bien le chantier. Le revêtement de la piste est composé de 5 cm de gravier, de 5 cm de calcaire recouverts d'une mixture composé d'huile et de goudron, le tout recouvert par des pierres concassées.
Les ouvriers ont également construit des dizaines d'immeubles, des ponts, des tribunes de 12 000 places et une clôture bordant le circuit.

#### Les premières courses sur le speedway (1909-1911)

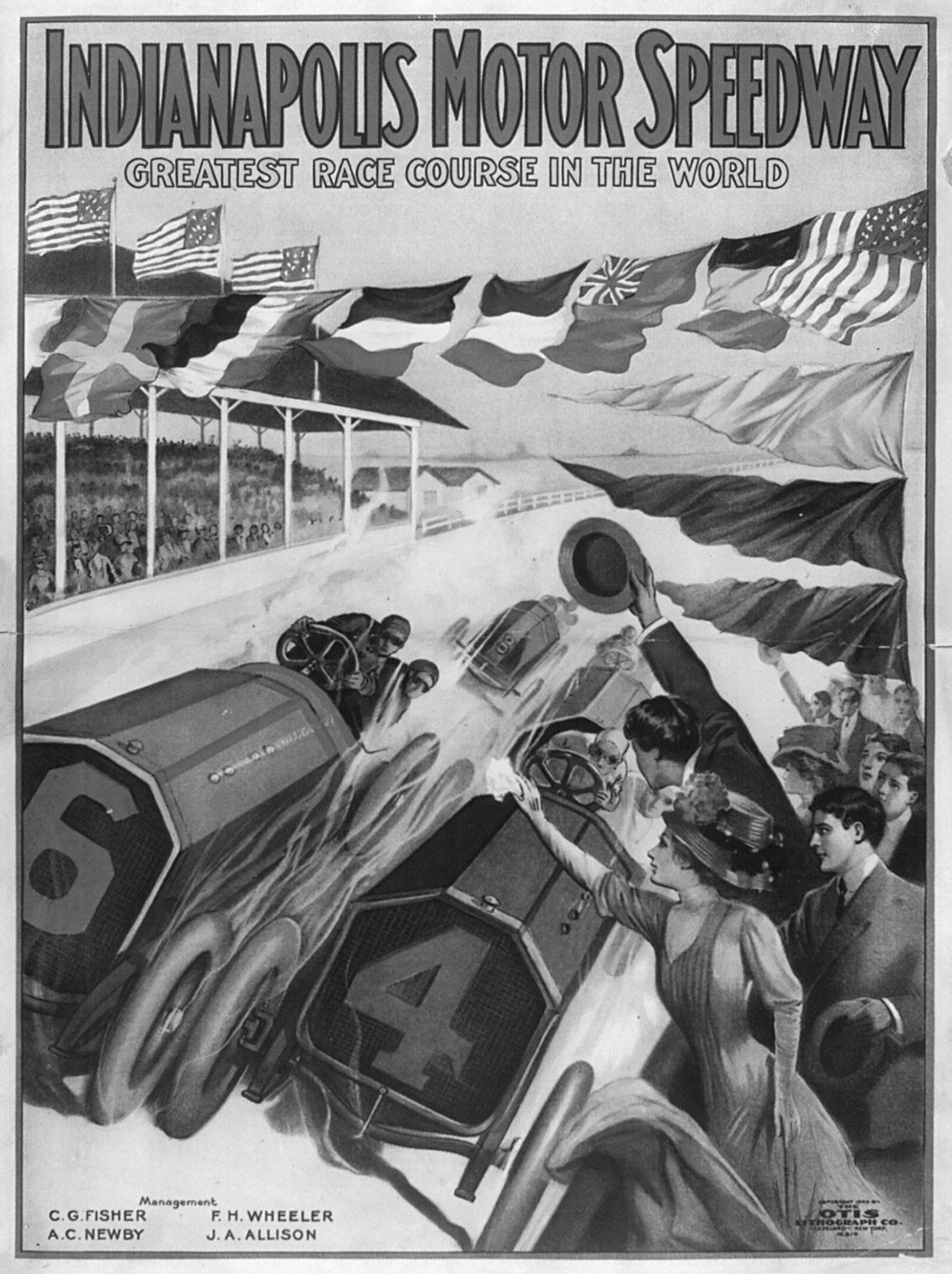
Affiche pour la première année d'existence du circuit.

Le premier événement à se dérouler sur l'Indianapolis Motor Speedway est une compétition de ballons gonflés à l'hélium, le 5 juin 1909. L'événement attire 40 000 personnes. La première épreuve de sport mécanique est organisée le 14 août 1909 par la Fédération Américaine de Motocyclisme. Prévu à l'origine sur deux jours, l'événement est raccourci en raison de la préoccupation des organisateurs quant à la compatibilité d'une moto au circuit.
Le 19 août, quinze constructeurs sont présents sur le circuit pour une course devant plus de 15 000 spectateurs. Mais le revêtement de la piste redevient rapidement une source d'inquiétude, les pilotes étant recouverts de saleté, d'huile et de goudron et des trous commençant à se former dans les virages. Ce jour, Louis Chevrolet, alors leader de la course, reçoit une pierre dans le visage, brisant ses lunettes de protection. Quelques instants plus tard, Wilfred Bourque est victime d'une défaillance de son essieu arrière, ce qui le fait partir en tonneau avant de s'écraser contre un poteau de clôture. Lui et son mécanicien, Harry Halcomb, sont morts sur les lieux. L'American Automobile Association (AAA), inquiète par les conditions de sécurité, envisage de suspendre les événements à venir. Mais les événements du lendemain sont malgré tout maintenus, et se déroulent sans incident majeur, avec plusieurs records de vitesse battus. Il n'en sera cependant pas de même le surlendemain, pour la troisième journée de course. Devant 35 000 personnes, un accident provoque la mort de deux spectateurs et d'un mécanicien. Dix jours plus tard, le pilote Bruce Keen roule sur un nid-de-poule et percute un support de pont. Ce nouvel incident conduit l'AAA à boycotter tous les événements à venir sur l'anneau de vitesse, jusqu'à ce que des améliorations significatives pour la sécurité soient apportées.
Fisher et ses partenaires envisagent l'idée de modifier le revêtement de la piste et de le paver avec des briques. Cette technique est relativement nouvelle pour l'époque, avec seulement quelques kilomètres de routes publiques pavées aux États-Unis. Des tests sont effectués, pour vérifier que les briques peuvent résister aux hautes vitesses. À l'automne 1909, le circuit est finalement recouvert de briques. En parallèle, un mur de béton est construit pour séparer la piste des tribunes pour mieux protéger les spectateurs. Les habitants d'Indianapolis surnomment désormais le circuit « The Brickyard » (ou « La briqueterie » en français).
Les constructeurs reviennent sur le speedway dès décembre 1909. Les pilotes atteignent rapidement sur cette « nouvelle » piste des vitesses allant jusqu'à 180 km/h.
En 1910, de nouvelles courses sont organisées. Au total, soixante-six courses de 100 à 200 miles sont organisées par l'AAA pendant trois week-ends de vacances (Memorial Day, Independence Day et Labor Day). Ray Harroun remporte la première course majeure, le trophée Wheeler-Schebler sur une distance de 200 miles.
Mais rapidement, il est décidé de limiter l'exploitation de l'IMS à une seule épreuve par an afin de lui conférer un caractère d'exception. Plusieurs formats sont un temps envisagés, comme une course de 24 heures ou de 1 000 miles. Mais c'est finalement une course de 500 miles qui est retenue, les organisateurs estimant que c'était la distance maximale pour que les voitures puissent finir la course avant la tombée de la nuit. Les propriétaires espèrent voir cette course rapidement devenir l'un des événements majeurs du sport automobile américain.

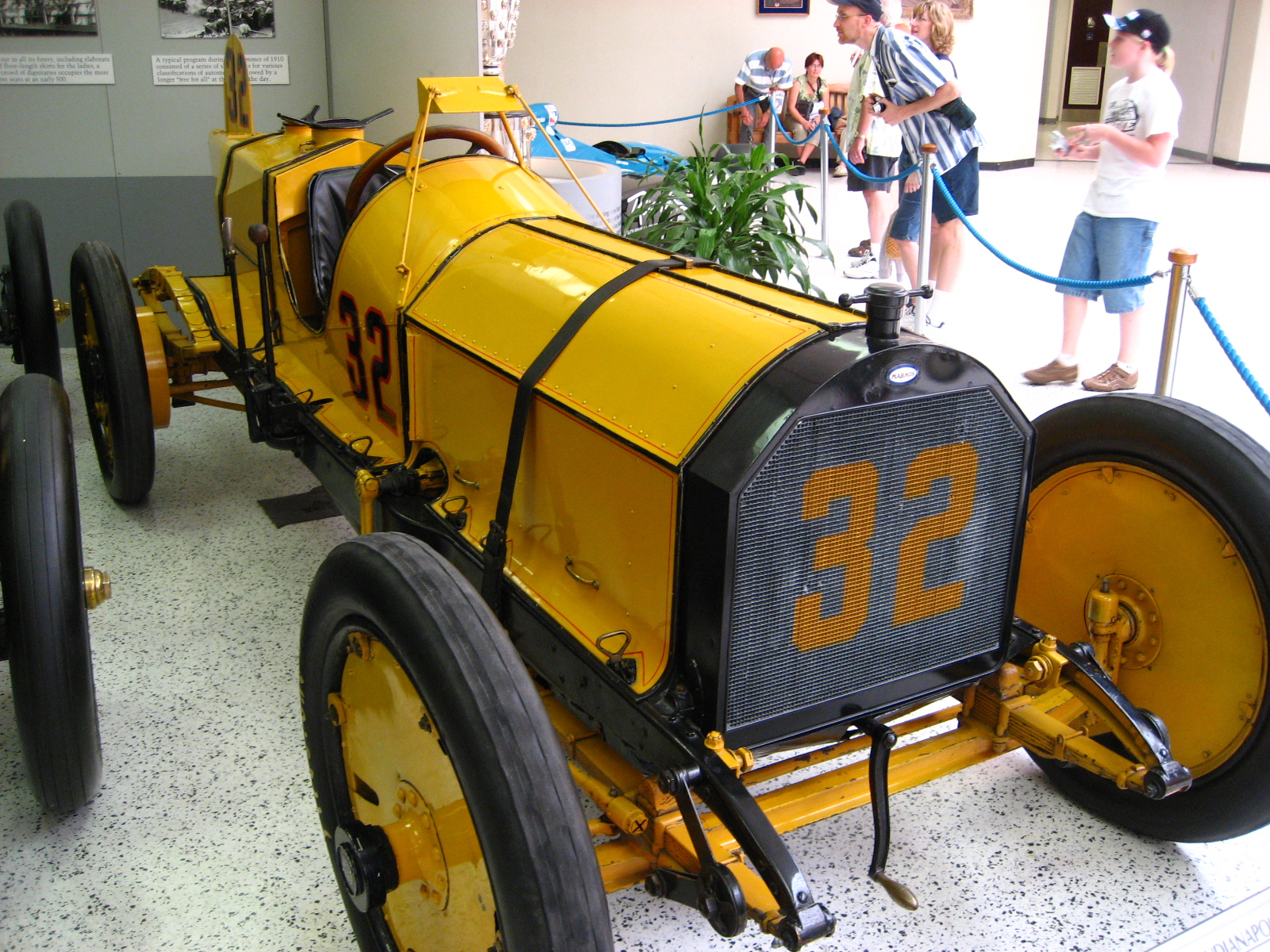
La Marmon 32 version Wasp, vainqueur de la 1re édition de 1911 avec Ray Harroun (et première voiture à disposer d'un rétroviseur).

### Le début des500 miles(1911-1912)
La première édition des 500 miles d'Indianapolis est organisée le 30 mai 1911, le week-end du Memorial Day. Sont engagées quarante voitures d'une cylindrée maximum de 9 800 cm3 (600 ci), dont la Marmon de Ray Harroun, le vainqueur de la course de 200 miles de 1910. Il devient à Indianapolis le premier pilote à conduire une voiture de course équipée d'un rétroviseur. Harroun remporte la course, en étant relayé l'espace de 35 tours par Cyrus Patschke (dont le nom ne figure pas au palmarès). Ralph Mulford, dauphin au classement, conteste un temps le résultat final, notamment en raison d'un doute sur le décompte des tours. 80 000 spectateurs étaient présents sur le circuit.
En 1912, la dotation monte à 50 000 dollars et seules 33 voitures sont autorisées à prendre le départ. À la suite d'une polémique impliquant le vainqueur de la précédente édition, un mécanicien de course est désormais obligatoire pour chaque pilote. Cette seconde édition est remportée par Joe Dawson au volant d'une National, après la casse mécanique de la Mercedes de Ralph DePalma.

### L'âge d'or et le début de l'ère Miller et Offenhauser (1913-1929)

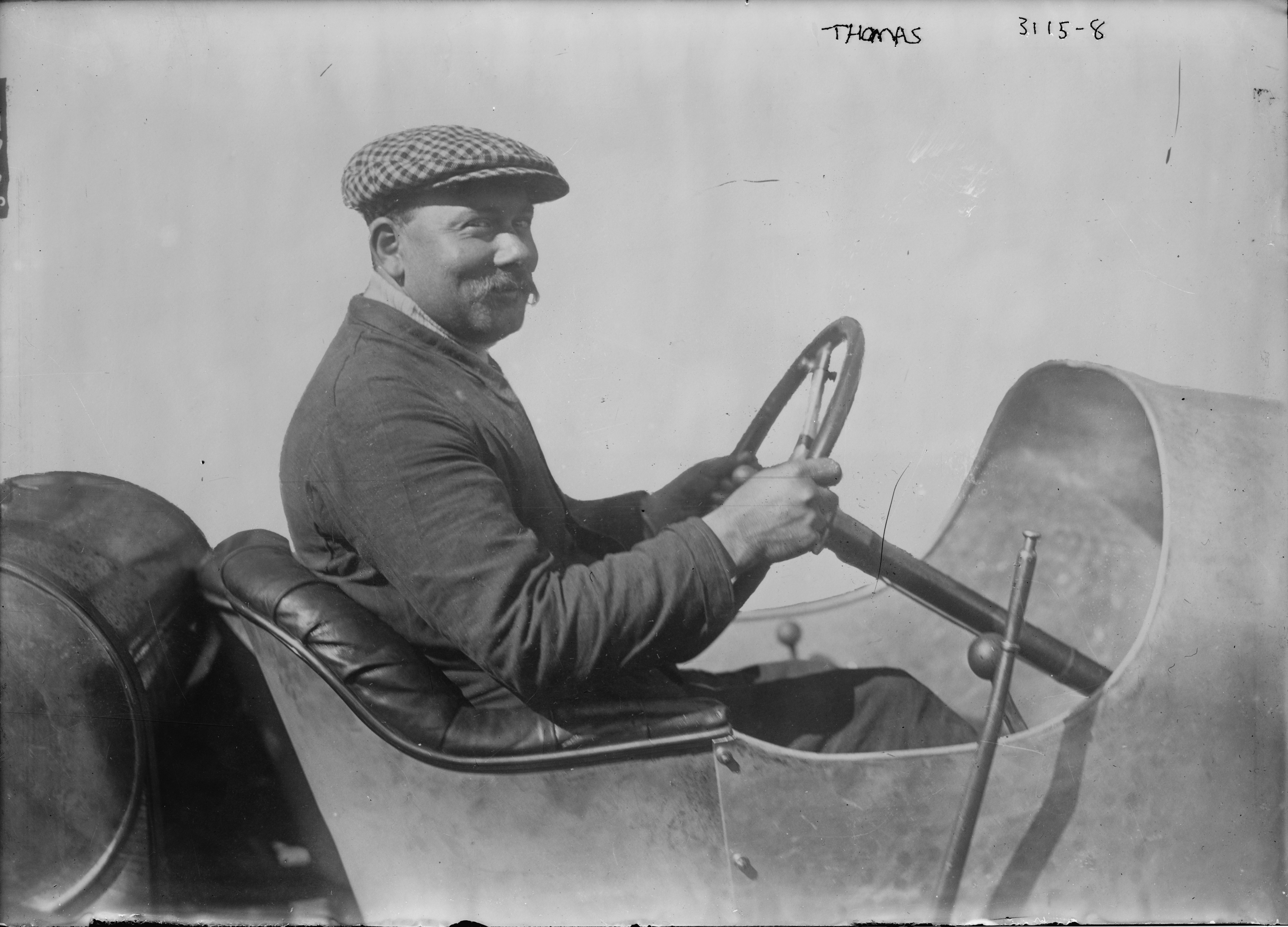
René Thomas aux 500 miles d'Indianapolis 1914 le jour même de la course, en tenue de ville.

Dès 1913, l'Indy 500 devient une étape incontournable pour les constructeurs étrangers désireux d'y affirmer la suprématie de leurs machines. Les constructeurs des pays européens tels que Mercedes, Delage ou Peugeot mettent au point leurs véhicules pour tenter de remporter l'épreuve, ce qu'ils réussissent à faire entre 1913 et 1919. En 1913, la cylindrée maximale des moteurs est réduite à 7 400 cm3. Cette année là, Jules Goux devient le premier pilote français à remporter la course. Il sera suivi l'année suivante par René Thomas.

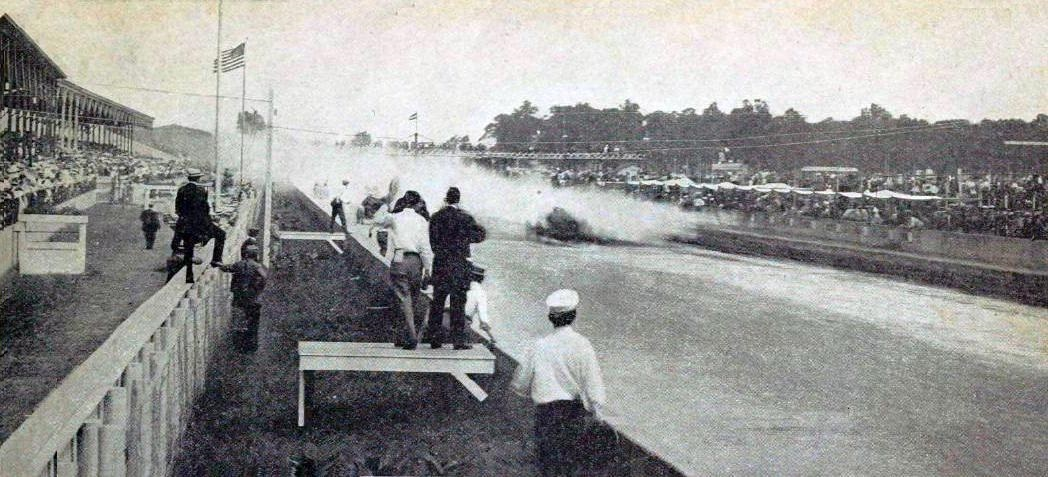
Grand Prix d'Indanapolis 1919.

Après une brève interruption en 1917 et 1918, liée à la Première Guerre mondiale, et une édition 1919 dominée par Howdy Wilcox au volant d'une Peugeot, les pilotes et constructeurs américains reprennent leur domination sur l'épreuve.
Les 500 miles de 1920 sont remportés par Gaston Chevrolet dans une Frontenac, préparée par les frères Chevrolet. C'est la première voiture propulsée par un moteur à huit cylindres à remporter la course,. Frontenac doublera la mise en 1921 avec Tommy Milton au volant.
Le début des années 1920 est surtout marqué par l'émergence de l'ingénieur Harry Miller, dont les voitures et moteurs vont s'imposer comme les plus compétitifs à Indianapolis jusqu'au milieu des années 1970. L'ingénieur américain construit un moteur de 3,0 litres, inspiré du moteur Peugeot utilisé en Grand Prix. Son moteur est développé par Fred Offenhauser dans les années 1910. Harry Miller remporte sa première victoire avec Jimmy Murphy en 1922. Fort de ce succès, Miller commence le développement de ses propres voitures et d'un nouveau moteur suralimenté. Les voitures motorisées par Miller remportent quatre nouvelles courses en 1923, 1926, 1928 et 1929.
Conformément aux tendances européennes, la cylindrée des moteurs est réduite au fil des années, passant à 3 000 cm3 pour la période 1920-1922, puis à 2 000 cm3 pour la période 1923-1925 et enfin, à 1 490 cm3 pour la période 1926-1929.
En 1925, Pete DePaolo s'impose au volant d'une Duesenberg et devient le premier pilote à s'imposer à une vitesse moyenne supérieure à 160 km/h.
En 1926, Fisher et Allison se voient offrir une importante somme d'argent par un investisseur immobilier local pour le rachat du complexe sportif. Ils refusent l'offre, pour finalement céder le circuit quelques mois plus tard à un ancien pilote, Edward Rickenbacker, en 1927. Rickenbacker interdit rapidement la suralimentation des moteurs.

### De la crise économique à la «junk formula» (1930-1939)

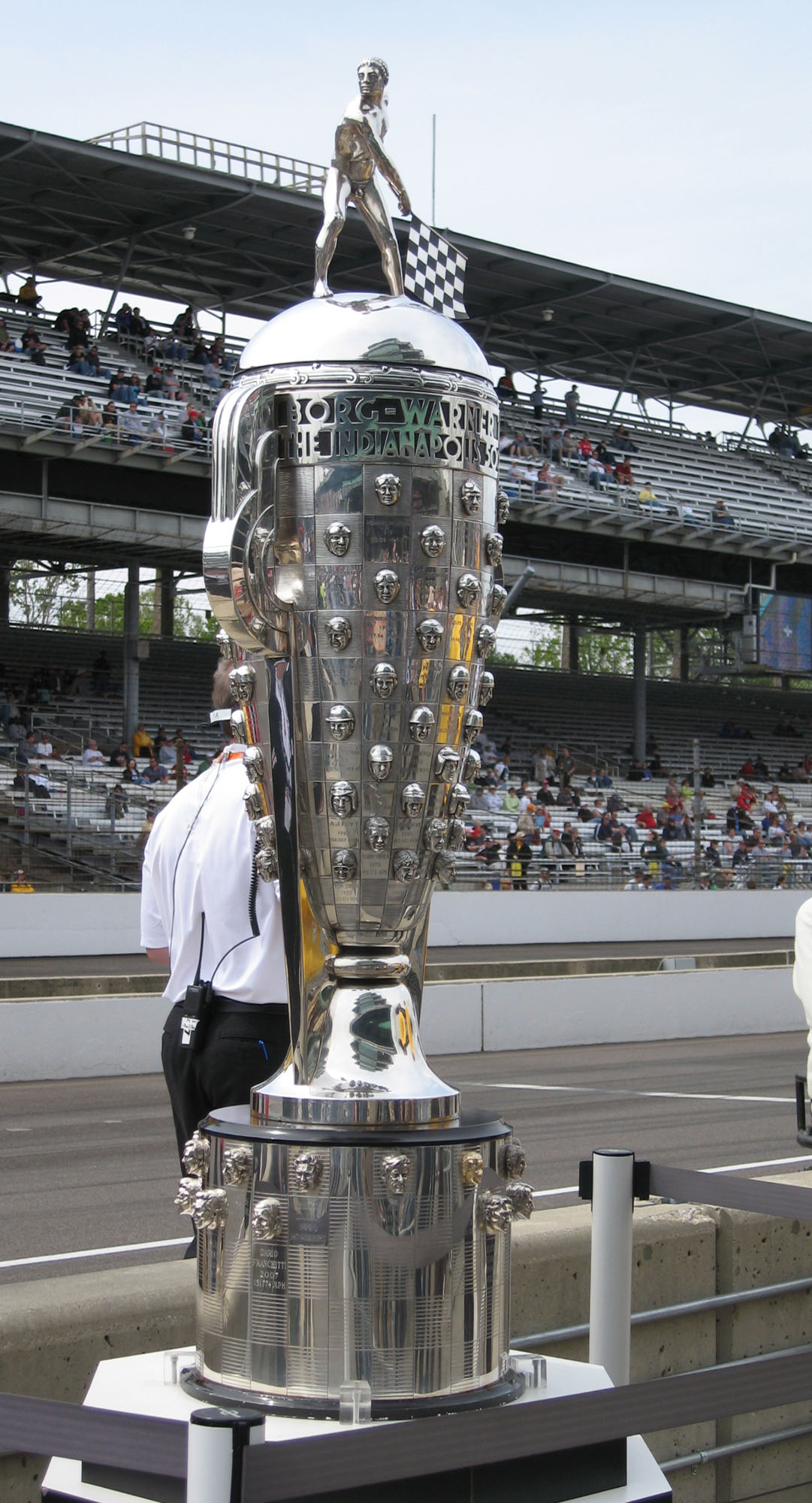
Le Borg-Warner Trophy remis au vainqueur depuis 1936.

En octobre 1929, les États-Unis sont touchés par une grave crise boursière. S'ensuit la plus grave crise économique du XXe siècle, la Grande Dépression. Avec la Dépression, les prix attribués aux vainqueurs sont diminués de plus de moitié. Le règlement s’adapte aussi à la crise pour permettre l’engagement de voitures moins prestigieuses et moins couteuses, appelées « junk formula » (« formule au rabais » en français). Les participations atteindront le nombre record de 42 voitures en 1933. Mais dès l'année suivante, la limite sera à nouveau fixée à 33 participants, pour des raisons de sécurité.
En 1931, le pilote américain Billy Arnold réalise l'exploit au volant de sa Summers propulsée par un moteur Miller de remporter la course en menant 198 des 200 tours (un record qui tient encore aujourd'hui), avec plus de 7 minutes d'avance sur son dauphin. Un autre exploit est réalisé durant la même course. Dave Evans parvient à parcourir l'intégralité de la course sans s'arrêter une seule fois. C'est également le premier pilote à prendre la course au volant d'une voiture équipée d'un moteur diesel.
Changement de réglementation en 1934 avec une limite imposée aux équipes sur le volume d'essence embarquée. Cette limite sera renforcée en 1935 puis 1936 avant d'être finalement abandonnée, à la suite de l'abandon de plusieurs têtes d'affiche dans les derniers tours.
Bien que marquées par la crise, les années 1930 sont marquées par plusieurs changements majeurs pour l'Indianapolis Motor Speedway et pour les 500 miles, toujours d'actualité aujourd'hui. Les vitesses atteintes par les pilotes augmentent drastiquement année après année, rendant le circuit de plus en plus dangereux. Entre 1931 et 1935, quinze pilotes perdent la vie. On commence alors à bitumer certaines sections du circuit pavé de briques ; d'abord les virages en 1937, puis la presque totalité du circuit en 1938. Le danger n’empêche pas Louis Meyer ou Wilbur Shaw de remporter l’épreuve par trois fois, Shaw la remportant deux fois de suite en 1939 et 1940.
En 1936, le trophée Borg-Warner est présenté pour la première fois au vainqueur, Louis Meyer. Cette coupe, d'un certain poids, comporte aujourd'hui la figure gravée de l'ensemble des vainqueurs. Cette même année, le vainqueur boit également pour la première fois du lait dans Victory Lane. Enfin, une séance de test est pour la première fois réservée aux pilotes débutants, le rookie test.
Lors de l'édition de 1939, un nouveau format de qualifications est testé : le poleman est désormais le pilote réalisant la meilleure moyenne sur quatre tours, et non plus dix comme entre 1933 et 1938. Jugé satisfaisant, ce système est conservé par la suite.

### Le rachat de l'IMS par la famille Hulman (1940-1949)

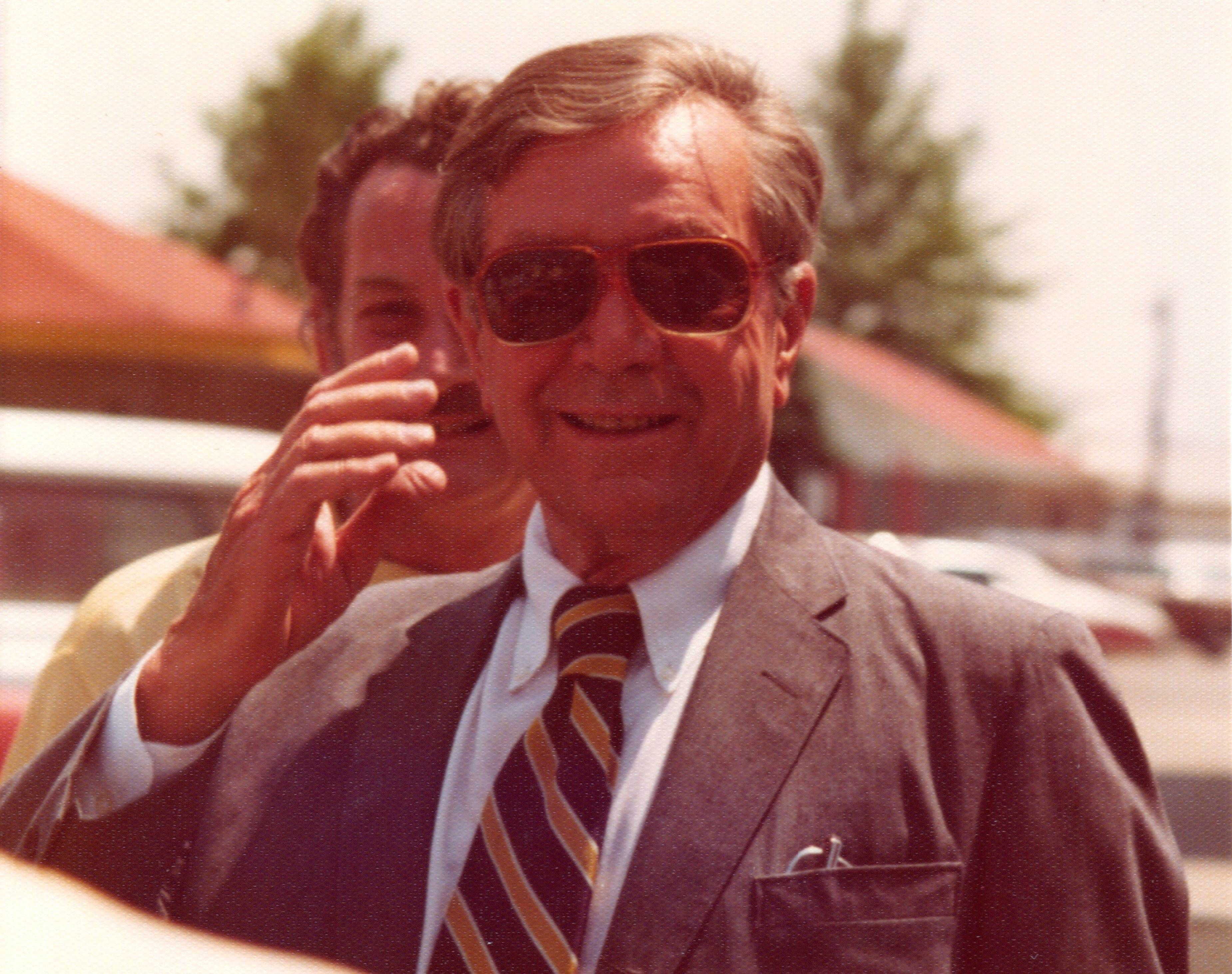
Anton « Tony » Hulman Jr. dit « Tony Hulman », rachète l'Indianapolis Motor Speedway en 1945.

Les années difficiles pour les 500 miles d'Indianapolis se poursuivent dans les années 1940, avec un circuit qui a grandement besoin de travaux. En 1941, la moitié de Gasoline Alley, la ligne des stands, part en fumée avant la course. L'épreuve est remportée cette année là par un duo composé des pilotes américains Floyd Davis (en) et Mauri Rose. Avec l’implication des États-Unis dans la Seconde Guerre mondiale, l’édition 1942 est annulée dès décembre 1941. Fin 1942, l’interdiction de toutes les compétitions automobiles dans le pays est décrétée jusqu’à la fin de la guerre, et donc pour quatre ans (1942-1945).
La piste, plus ou moins laissée à l'abandon pendant la guerre, est en piteux état. Naît alors le projet par les locaux de vendre l'anneau de vitesse afin d'y construire des logements. Le 29 novembre 1944, le triple champion Wilbur Shaw revient sur l'IMS pour effectuer un essai de pneumatiques, validé par le gouvernement des États-Unis, pour le compte de Firestone. Surpris par l'état général du circuit, il contacte Eddie Rickenbacker, le propriétaire, qui lui annonce que le complexe est à vendre.
Shaw va chercher des acheteurs, notamment dans l'industrie automobile (lesquels ne sont intéressés que pour en faire un centre d’essais privés), et finit par trouver un homme d'affaires de l'Indiana, Tony Hulman (en), pour relancer la course mythique des 500 miles. La vente est signée le 14 novembre 1945 pour un prix d’environ 750 000 dollars et des travaux de rénovation sont rapidement menés pour l’organisation de l’édition des 500 miles de 1946. Depuis, le Speedway n’a cessé de s'améliorer et de s'agrandir. Des tribunes et des loges ont été construites et modifiées à plusieurs reprises, des musées et d'autres équipements ont été ajoutés. La sécurité s'améliore également, avec « seulement » trois décès, dont Ralph Hepburn, un pilote qui avait pris quinze fois le départ.
Sur le plan sportif, les années 1940 sont marquées par le début de la domination du nouveau moteur Offenhauser, basé sur le travail de Harry Miller. Ce bloc de quatre cylindres va remporter les 500 miles à vingt-sept reprises entre 1935 et 1976. À la fin des années 1940, la quasi-totalité des concurrents utilise le moteur « Offy ».

### La domination des roadsters (1950-1959)

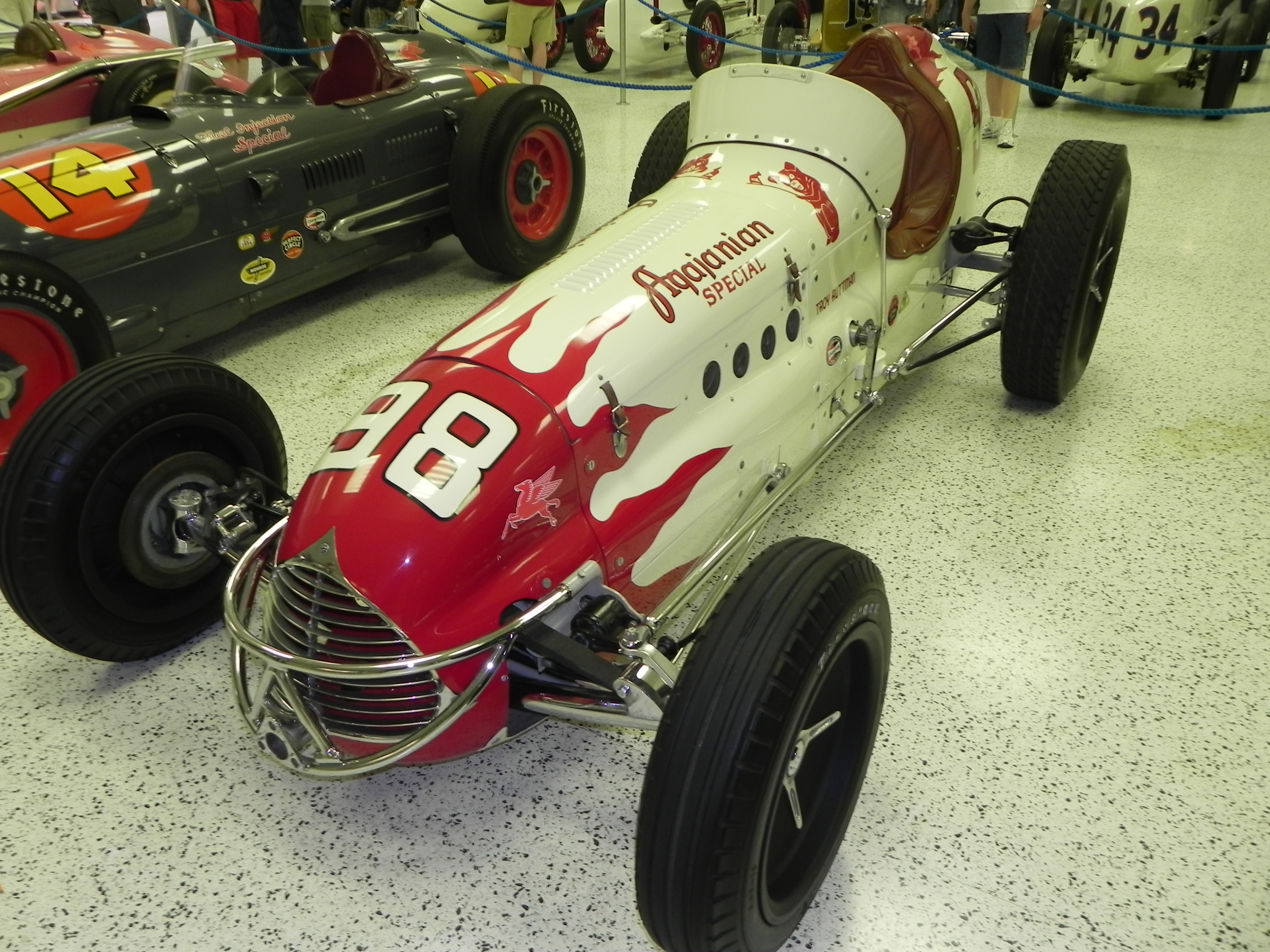
La Kuzma-Offenhauser de Troy Ruttman, exemple de roadster (vainqueur 1952).

Dans les années 1950, les voitures atteignent des vitesses de 240 km/h. Ces hautes vitesses permettent d'attirer de plus en plus de fans et spectateurs. Les voitures, basses et ramassées, appelées des « roadsters », dominent désormais l'épreuve. Les châssis Kurtis, Kuzma, et A. J. Watson remportent l'essentiel des courses entre 1959 et 1964, quasiment tous motorisés par les moteurs Offenhauser.
Le moteur favori des spectateurs est le moteur Novi, un V8 au son très rauque. Mais aucune voiture équipée de ce puissant moteur ne parvient à remporter l'épreuve, soit en raison de casses, soit en raison d'une consommation d'essence excessive.
La réputation du circuit et des 500 miles en Europe fait que l’épreuve d’Indianapolis devient une course du calendrier du championnat de Formule 1 pendant onze ans, de 1950 à 1960. Cependant, aucun pilote d'Indy ne courait en F1, et vice-versa. Seul le double champion du monde de Formule 1 Alberto Ascari, pilote Ferrari, a participé aux 500 miles en 1952. Une course qu'il termine sur abandon. Juan Manuel Fangio y a fait des essais en 1958 mais n'a finalement pas participé à la course.
Les années 1950 furent aussi la période la plus dangereuse du sport automobile. Sur les 33 participants à l’édition de 1953, seize perdront la vie plus tard dans des accidents en course.

### La révolution du moteur central arrière (1960-1978)

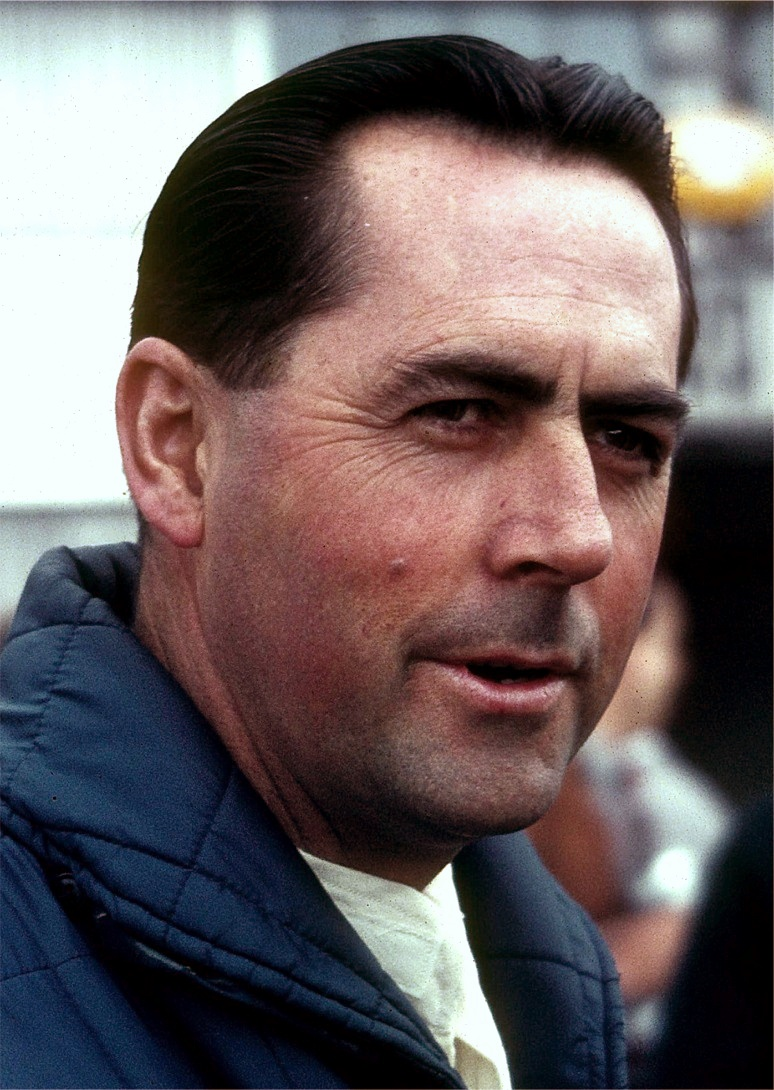
Jack Brabham, double champion du monde de Formule 1, s'engage aux 500 miles d'Indianapolis en 1961

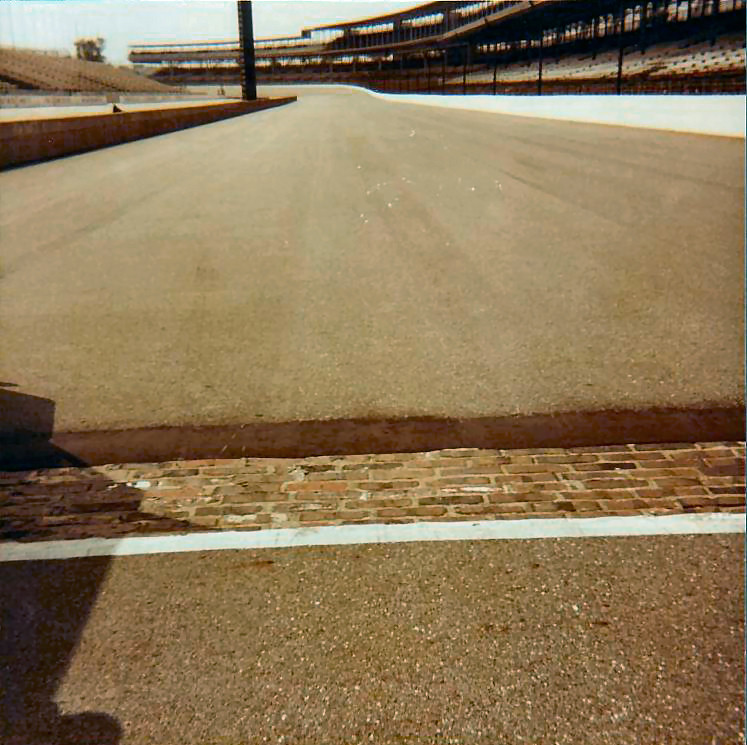
La ligne de départ ou « Yard of Bricks », dernière section du circuit encore composée de briques.

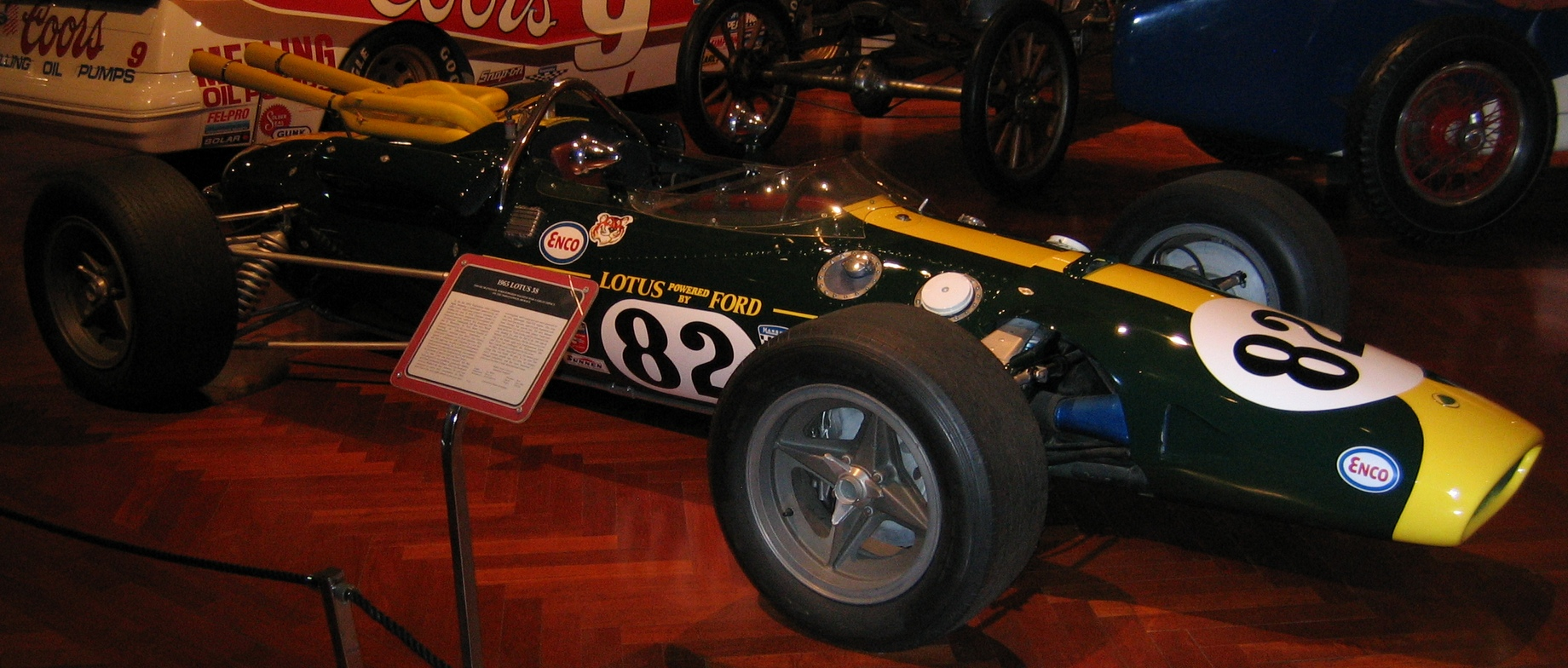
La Lotus 38 de Jim Clark, victorieuse de l'Indy 500 1965.

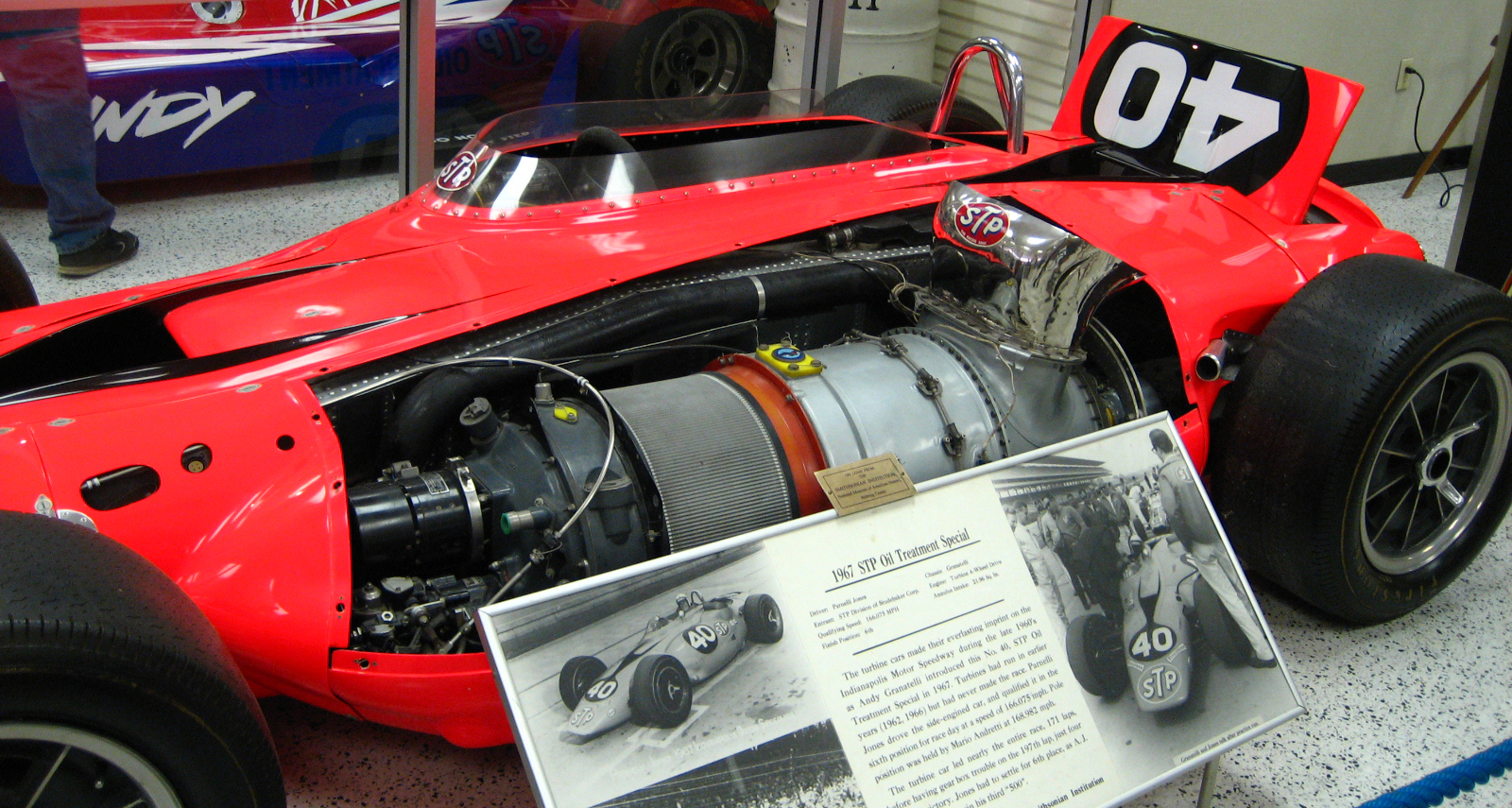
La STP Oil Treatement Special, de 1967, voiture de course à turbine à gaz exposée au musée Indianapolis 500 Motor Speedway Hall of Fame.

En 1961, Indianapolis voit débarquer la première voiture propulsée par un moteur central arrière, un concept qui a révolutionné la Formule 1 à la fin des années 1950. John Cooper déclare « Nous n'avions certainement pas le sentiment que nous étions en train de créer une percée scientifique! … Nous avons mis le moteur à l'arrière… parce que c'était la chose la plus pratique à faire »,. C'est au volant d'une Cooper motorisée par Coventry Climax que l'Australien Jack Brabham remporte le championnat du monde de Formule 1 en 1959 et 1960, devenant le premier pilote à être sacré avec un moteur central arrière.
Cooper apporte quelques modifications sur sa voiture engagée en Formule 1 et s'inscrit aux 500 miles d'Indianapolis avec son moteur central arrière Climax et Black Jack. Plus petit et moins puissant que les moteurs Offenhauser, utilisés par l'intégralité du reste de la grille, le moteur Climax est plus léger. Il permet ainsi à Brabham de gagner du temps dans les virages. Après s'être qualifié dix-septième sur la grille et être monté jusqu'en troisième position, Brabham se classe neuvième. La course est finalement remportée par A. J. Foyt.
En octobre 1961, la piste est entièrement asphaltée à l’exception d’une bande de 91 cm sur la ligne de départ. Le « Brickyard » fait place au « Yard of Bricks ».
Alors que les pilotes de F1 avaient complètement mis de côtés les 500 miles alors même que l’épreuve comptait pour le championnat du monde de Formule 1, ceux-ci affluent sur le Speedway dans les années 1960, suivant l'exemple de Brabham.
Le pilote américain de Formule 1 Dan Gurney prend à son tour le départ des 500 miles en 1962 au volant d'une Thompson-Buick, dont le V8 est un moteur central arrière,. Bien qu'il abandonne sur casse mécanique, cette expérience le convainc du potentiel du concept sur un circuit ovale comme l'Indianapolis Motor Speedway. Il persuade alors le Team Lotus et son fondateur Colin Chapman, ainsi que la Ford Motor Company de s'attaquer aux 500 miles,. En octobre 1962, le Team Lotus arrive à Indianapolis pour réaliser une séance de tests, avec son pilote vedette Jim Clark,. Celui signe un tour du circuit à la vitesse de 230 km/h, soit tout juste 5 km/h plus lent que la voiture la plus lente de la grille cette saison. Une performance remarquable dans la mesure ou ce tour a été réalisé avec son moteur de F1, qui produit 175 chevaux, soit la moitié du bloc Offenhauser qui domine encore les débats. Ce test suffit à convaincre Lotus et Ford qu'ils peuvent être hautement compétitifs à Indianapolis.
Pour ses débuts en course en 1963, Jim Clark se qualifie cinquième, et se classe deuxième à l'issue des 200 tours. Propulsée par son V8 Ford, Clark n'est battu que par Parnelli Jones et son roadster Watson. Cette victoire a fait débat dans la mesure où Jones a perdu de l'huile pendant de nombreux tours, rendant la piste dangereuse. Il ne reçut cependant aucun drapeau noir. Jim Clark signe sa première pole position à Indianapolis en 1964, mais doit abandonner rapidement sur crevaison. A. J. Foyt remporte sa deuxième victoire. Cette édition marque la fin de la domination des monoplaces motorisées par le moteur Offenhauser. La course est également marquée par un terrible carambolage au deuxième tour, qui coûte la vie au débutant Dave MacDonald et au populaire et expérimenté Eddie Sachs. Cet accident et l'incident qui s'ensuivit ont convaincu les organisateurs d'imposer l'usage du méthanol en guise de carburant unique pour les épreuves suivantes,.
En 1965, alors en route vers un second sacre mondial en Formule 1, Clark domine l'ensemble de l'épreuve au volant de la Lotus 38, en menant 190 des 200 tours de course, après avoir signé une seconde pole position consécutive. Depuis, toutes les voitures victorieuses aux 500 miles seront à moteur arrière. Il s'agit également de la première victoire pour un constructeur britannique, et la première victoire pour un constructeur européen depuis Maserati en 1940.
En 1967, il n'y a, pour la première fois de l'histoire des 500 miles, pas un seul moteur avant sur la grille de départ. Seul le pilote américain Jim Hurtubise reviendra en 1968 avec un moteur avant, sans pouvoir participer à la lutte pour la victoire avec les leaders. Cette année, la course est dominée par Parnelli Jones au volant de l'étonnante voiture à turbine (surnommée « Silent Sam » en raison de son discret sifflement caractéristique). Mais un problème de transmission en fin de course le contraint à l'abandon et offre la victoire à A.J. Foyt.
L'USAC, l'organisme qui gère les 500 miles, impose des restrictions pour réduire la puissance des turbines et des moteurs. Cependant, Lotus arrive à Indianapolis avec un nouveau châssis, pour abriter un turbomoteur. La victoire se joue une nouvelle fois dans les derniers tours, lorsque la turbine de la Lotus de Joe Leonard casse au 191e tour. Bien que les turbines n'aient pas dominé la course comme Jones en 1967, l'USAC décide de renforcer les restrictions de ces moteurs. Ils disparaissent, après une brève apparition de deux ans.
Au-delà de la concurrence opposant les constructeurs, une compétition entre les fabricants de pneus Firestone et Goodyear marque également les années 1960. Cet affrontement contribue à l'augmentation des vitesses au fil des années.
Outre A. J. Foyt, Jim Clark et Graham Hill, les années 1960 sont marquées par les victoires de deux autres grands pilotes américains : Mario Andretti et Bobby Unser. Le premier remporte en 1969 sa seule et unique victoire, avant de devenir champion du monde de Formule 1 en 1978. Bobby Unser est rapidement imité par son frère, Al Unser, qui remporte coup sur coup les 500 miles en 1970 et 1971.
Dans les années 1970, bien aidée par des moteurs toujours plus puissants et par le développement extrême des ailerons, la vitesse des voitures ne cesse d'augmenter, frôlant la barre des 322 km/h. En 1972, Bobby Unser signe la pole position à la vitesse moyenne record de 315,335 km/h, soit 27 km/h plus rapide que la pole de Peter Revson en 1971. La barre des 300 km/h est d'ores et déjà franchie. La course est remportée par Mark Donohue au volant d'une McLaren-Offenhauser. C'est la première victoire à Indianapolis pour le McLaren Racing en tant que constructeur, et la première également pour l'équipe qui l'engage, le Team Penske. L'année suivante, Johnny Rutherford signe, sur une piste humide, la pole position avec une vitesse moyenne enregistrée de 320,374 km/h.

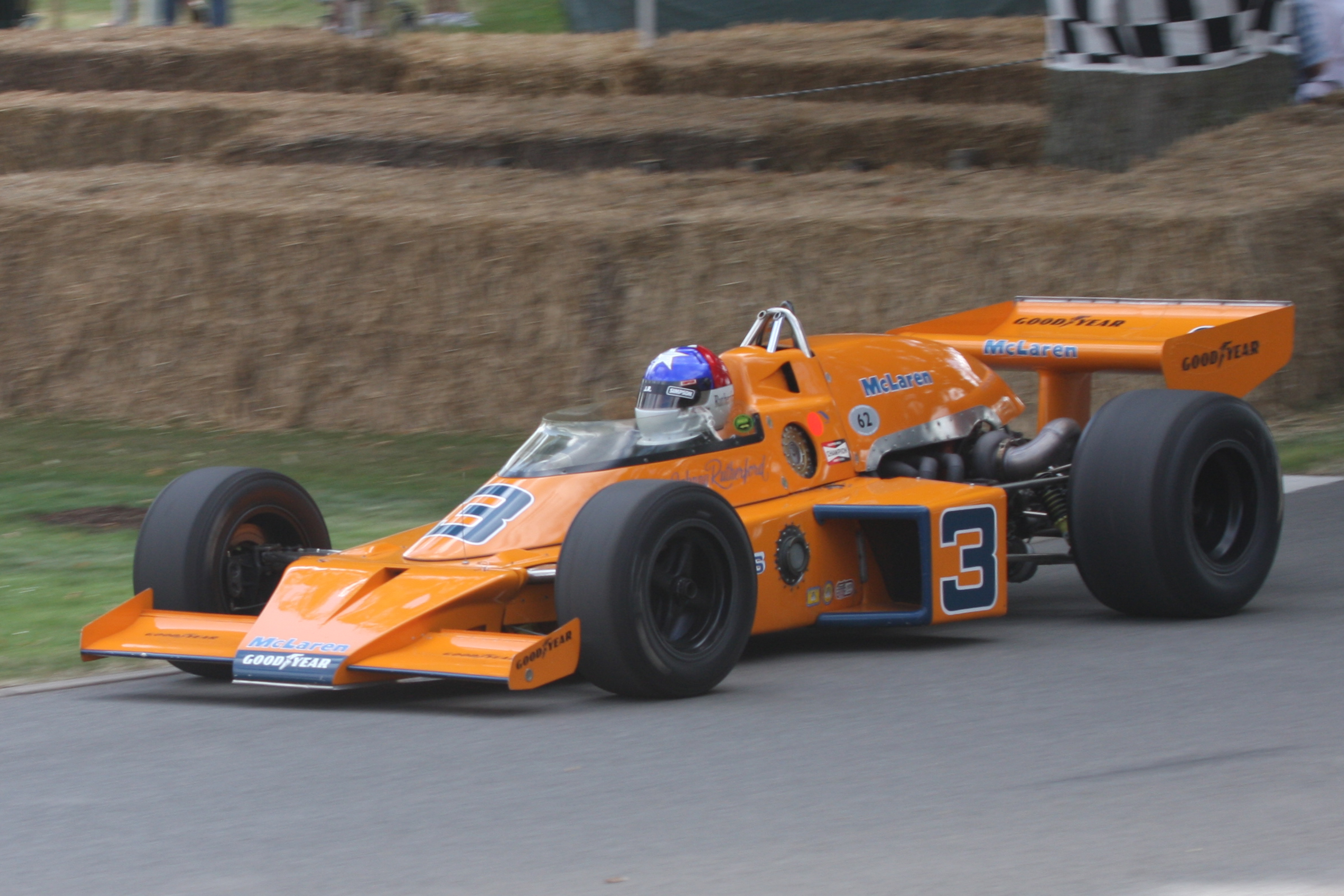
La McLaren-Offenhauser M16C, victorieuse à Indianapolis en 1974.

En 1973, la course est marquée par plusieurs incidents graves. Pendant les séances de qualification, le vétéran Art Pollard se tue. Le jour de course, Salt Walther sort violemment de la piste, projetant du carburant dans les tribunes, ce qui provoque de graves brûlures chez certains spectateurs. Walther survivra à l'accident. Après plusieurs interruptions liées à la pluie, la course reprend le lendemain. Mais le scénario catastrophe continue, avec l'accident de Swede Savage. Sa voiture percute le mur du dernier virage et s'enflamme. Il survit à l'accident, mais décédera un mois plus tard. Un mécanicien du Patrick Racing est cependant mortellement percuté par l'ambulance qui se rend sur le lieu de l'accident. La course est interrompue après 332,5 miles, à la suite d'une nouvelle averse. Elle est remportée par le coéquipier de Savage, Gordon Johncock. Des changements immédiats sont apportés, avec la réduction de la dimension des ailerons arrières, une limite sur les turbos des moteurs et la réduction de la quantité de carburant embarquée.
La vitesse des voitures baisse de 16 km/h en moyenne l'année suivante. L'édition 1974 est remportée par Johnny Rutherford sur McLaren, qui doublera la mise en 1976. L'écurie McLaren Racing signe là son troisième et dernier succès à ce jour[Quand ?] en tant que constructeur. En 1975, c'est Bobby Unser qui emporte la mise.
Aux 500 miles 1977, le cap des 322 km/h est à nouveau franchi par les pilotes. Tom Sneva signe deux tours de qualification à plus de 322 km/h. Il signe une nouvelle pole position en 1978, à la vitesse moyenne de 325,339 km/h. L'édition 1977 est marquée par la quatrième victoire d'A.J. Foyt, un nouveau record, mais aussi par la participation de Janet Guthrie, première femme à s'inscrire à l'épreuve. Guthrie finira huitième de la course en 1978,. Il faudra attendre 2005 et la quatrième place de Danica Patrick pour que cette performance soit battue.

### L'ère des ChampCar World Series (1979-1995)
En 1978, de profondes divergences font leur apparition entre l'USAC (United States Auto Club), le championnat majeur de monoplace américain et organisateur des 500 miles, et les principales écuries engagées. Ces dernières décident alors de créer leur propre championnat : le CART (Championship Auto Racing Teams). En 1979, deux championnats vont ainsi être organisés en parallèle : le championnat CART et le championnat USAC. Les 500 miles d'Indianapolis intègrent le calendrier du championnat CART, tout en restant au programme du championnat USAC. L'édition 1979 est remportée par la nouvelle star de la discipline, Rick Mears,. Malgré le maintien des Indy 500 à son calendrier, le championnat USAC décline et le CART devient, à partir de 1980, le championnat de monoplace de référence en Amérique du Nord. Le calendrier de l'USAC est de plus en plus léger, jusqu'à se concentrer sur l'Indy 500 pour la saison 1984-1985 (en).
Avec le CART et son championnat de plus en plus prisé des anciens pilotes de Formule 1, les ChampCar World Series, les 500 miles entrent dans une nouvelle ère d'internationalisation. Le premier à marquer les esprits est l'Italien Teo Fabi, pilote de Formule 1, qui signe la pole position à Indy en 1983 pour sa première participation. Il sera cependant contraint de renoncer après 47 tours. De nombreux pilotes de Formule 1, à la retraite ou en activité, suivront le pas, dont Roberto Guerrero, Derek Daly, Raul Boesel, Jacques-Joseph Villeneuve, Fabrizio Barbazza, Bobby Rahal, Jim Crawford ou encore Danny Sullivan. Le plus connu d'entre tous est certainement le Brésilien Emerson Fittipaldi, double champion du monde de Formule 1 en 1972 et 1974, qui a entamé une seconde carrière en Amérique. Il remporte deux fois les 500 miles, en 1989 et 1993 et devient après Mario Andretti, Jim Clark et Graham Hill le quatrième champion du monde de Formule à remporter le titre à Indianapolis. Les années 1980 et le début des années 1990 sont également marquées par la domination du Penske Racing, qui remporte la course en 1979, 1981, 1984, 1985, 1987, 1988, 1989, 1991, 1993 et 1994 et du moteur Ford Cosworth DFX, qui propulse toutes les monoplaces victorieuses entre 1978 et 1987. Il s'agissait d'un modèle légèrement réduit du moteur dominant en Formule 1, auquel fut ajouté un turbocompresseur.

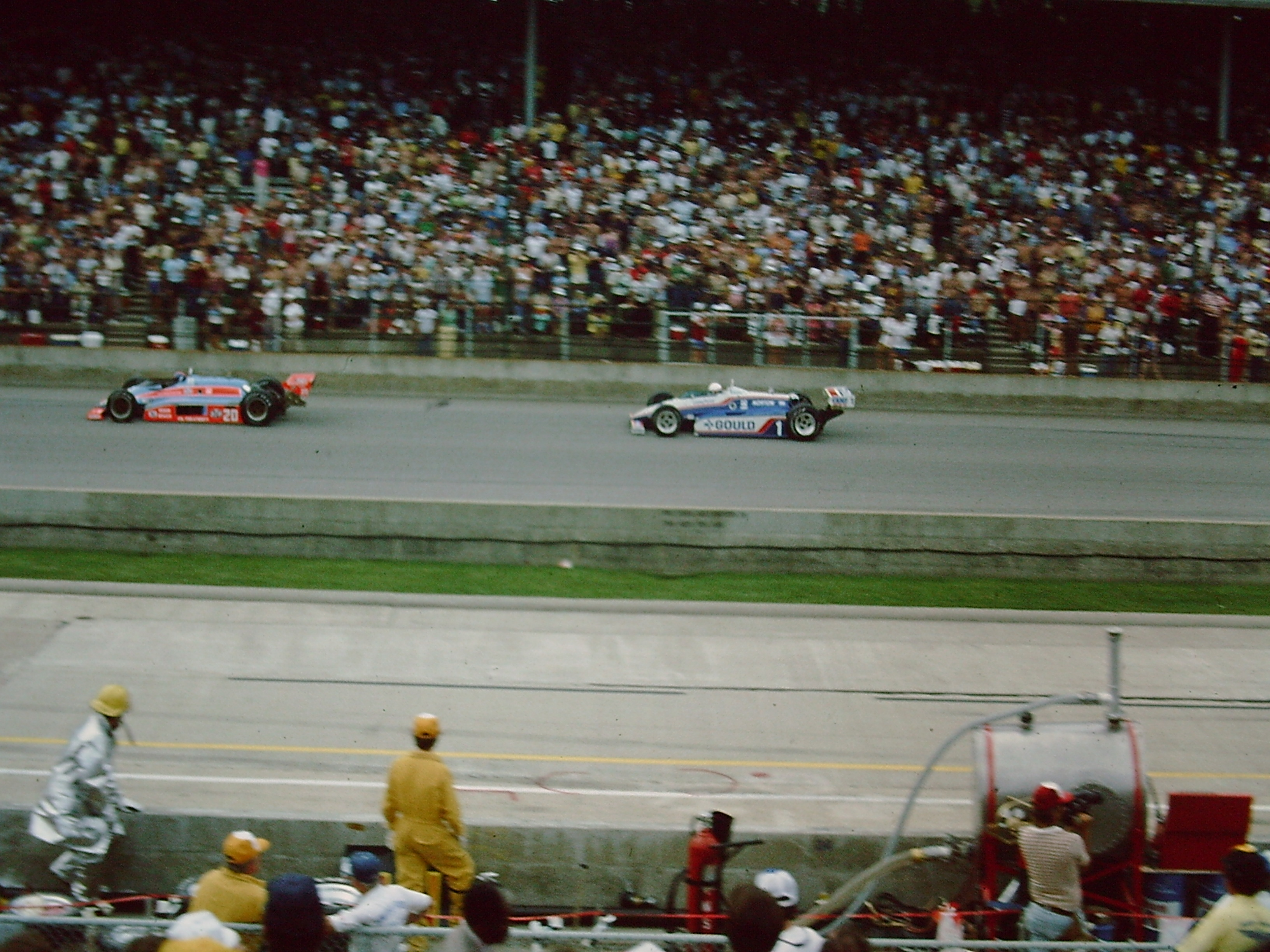
Gordon Johncock (#20) à la lutte avec Rick Mears (#1) aux 500 miles d'Indianapolis 1982.

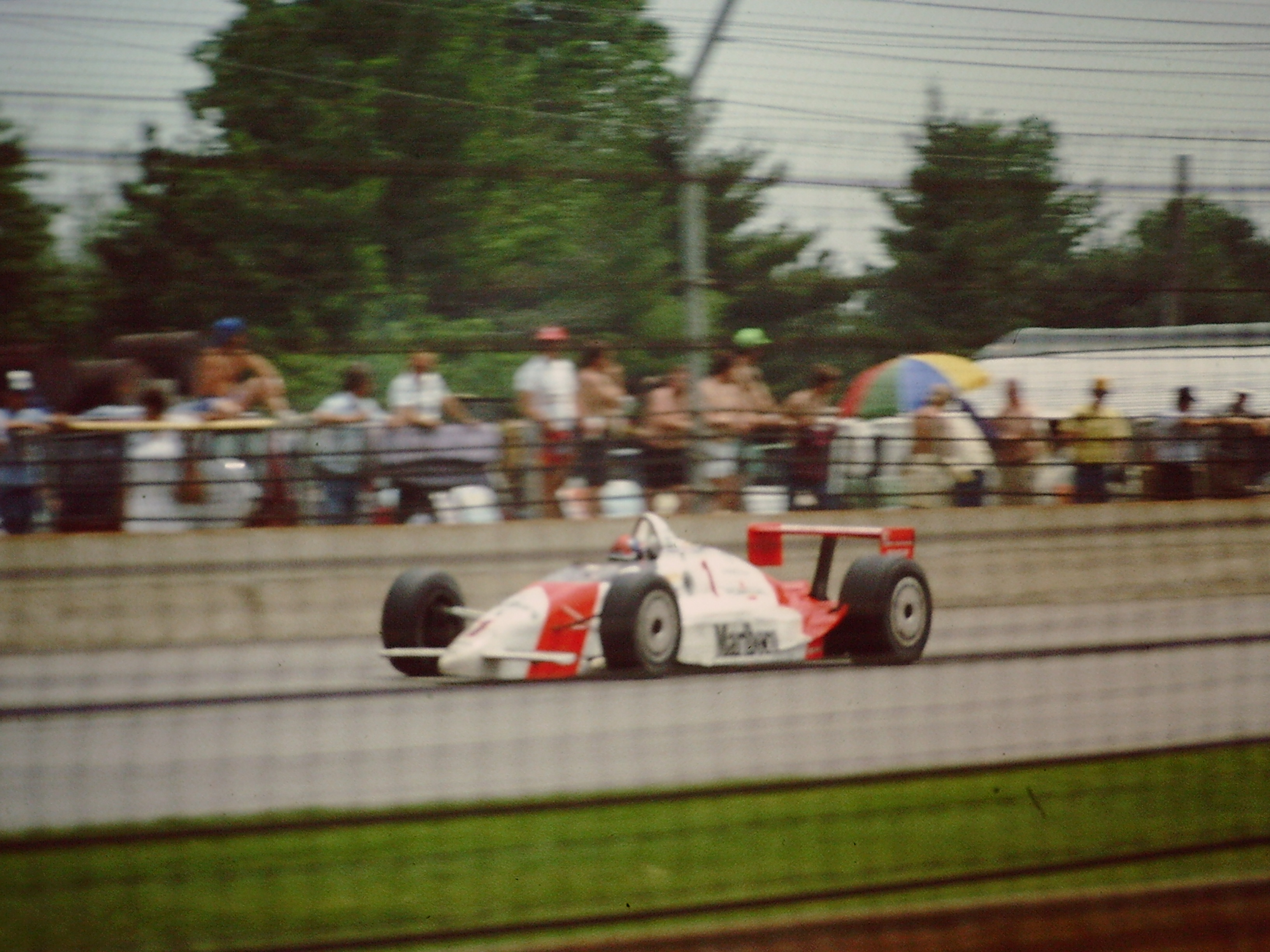
Emerson Fittipaldi aux 500 miles d'Indianapolis 1990.

Aux 500 miles 1981, la lutte pour la victoire oppose Bobby Unser et Mario Andretti, pendant, mais surtout après la course. Lors de l'ultime vague de ravitaillements, effectuée sous régime de neutralisation, les deux leaders dépassent plusieurs attardés sous drapeau jaune. Arrivé premier, Bobby Unser est pénalisé d'un tour le lendemain de la course, la victoire revenant de fait à Mario Andretti. À l'issue d'une longue procédure sportivo-judiciaire qui durera jusqu'en octobre de la même année, Bobby Unser récupère sa victoire. La déception touchera une nouvelle fois Mario Andretti en 1987, quand il devra renoncer à vingt tours du drapeau à damier alors qu'il dominait la course.
En 1982, Rick Mears et Gordon Johncock signent l'arrivée la plus serrée de l'histoire des 500 miles. Johncock sur Wildcat l'emporte avec 0,16 seconde d'avance sur la Penske de Mears. Quelques tours avant la fin de la course, l'équipe Penske commet l'erreur de trop charger la voiture de Mears en essence, alors qu'il était le plus rapide sur l'ensemble de la course. La Wildcat est le dernier châssis américain à avoir remporté l'épreuve, à ce jour[Quand ?].
L'édition 1985 est marquée par le « spin and win » (« tête-à-queue et victoire ») de Danny Sullivan. Alors en course pour la victoire, Sullivan tente un dépassement sur Andretti, le leader de la course, au premier virage. Il perd cependant le contrôle de sa monoplace et part en tête-à-queue. Mais il parvient à conserver le contrôle de sa voiture et à regagner la piste. Il lui faudra une vingtaine de tours pour revenir et dépasser définitivement Andretti pour la victoire,.
Al Unser remporte aux 500 miles 1987 sa quatrième et dernière victoire. Il rejoint A.J. Foyt au palmarès des pilotes les plus titrés.
En janvier 1990, Anton Hulman George, plus connu sous le nom de Tony George, est nommé président de l'Indianapolis Motor Speedway. Il s'agit d'un événement important dans l'histoire des 500 miles d'Indianapolis. Sur la piste, les premières courses des années 1990 sont spectaculaires, et la popularité des 500 miles atteint des sommets. En 1990, Arie Luyendyk s'impose à une vitesse moyenne record, à 299,307 km/h, et devient le premier européen depuis Graham Hill en 1966 à s'imposer. Un an plus tard, la course se joue sur le fil entre Rick Mears et Michael Andretti. Mears s'impose et remporte une quatrième victoire record. En 1992, lors de la course la plus froide de l'histoire, Al Unser Jr. s'impose aux dépens du Canadien Scott Goodyear. Il s'agit de l'arrivée la plus serrée de l'histoire, avec 0,043 seconde entre les deux pilotes. Al Junior apporte à la famille Unser un huitième succès, après ceux de son père Al Unser et de son oncle Bobby Unser. Il en apporte un neuvième avec sa victoire en 1994.

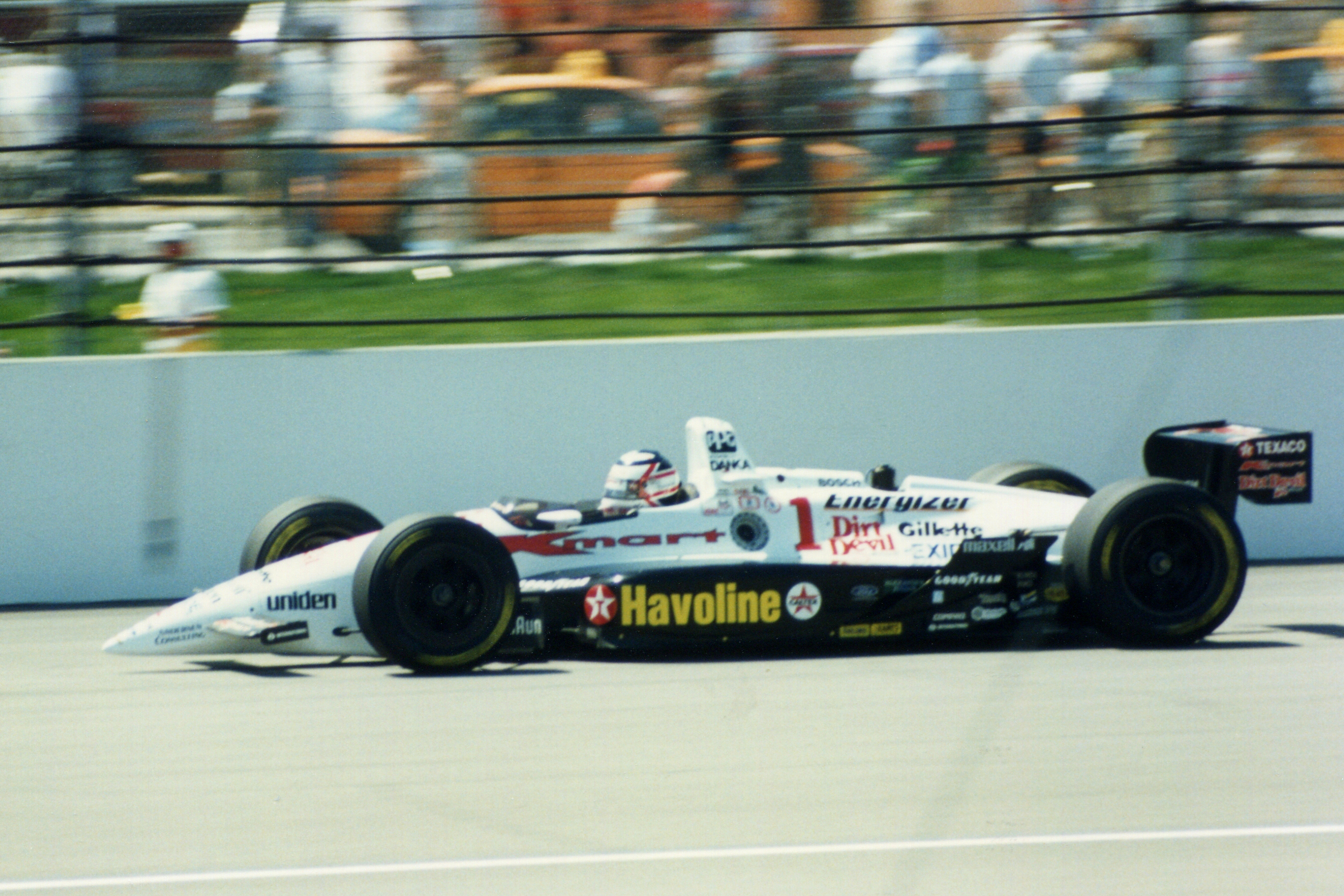
Nigel Mansell en 1994 sur une monoplace du Newman/Haas Racing.

En 1993, le champion du monde de Formule 1 sortant, Nigel Mansell, alors leader du championnat PPG Indy Car World Series, prend part aux 500 miles. Le Britannique amène avec lui un tel contingent de journalistes et de médias que l'organisation doit agrandir son centre de médias. Mansell a été à la hauteur du battage médiatique en menant la course dans les derniers instants. Il s'incline cependant lors des ultimes relances face à Emerson Fittipaldi. Fittipaldi provoque un mini-scandale en remplaçant le traditionnel lait remis au vainqueur par du jus d'orange, et cela afin d'assurer la promotion de sa propre plantation d'agrumes au Brésil. Le Brésilien consentira à honorer la tradition lactée quelques minutes plus tard, mais après que les caméras se seront détournées de lui.
La course de 1995 est marquée d'un important fait de course. Lors de l'ultime relance, Scott Goodyear, alors en tête, dépasse la safety car, ce qui lui vaudra un drapeau noir. Goodyear ne le respectera pas et sera classé quatorzième. C'est un autre Canadien, Jacques Villeneuve, qui remporte la course. Cette victoire est d'autant plus remarquable qu'il s'impose malgré une pénalité de 2 tours infligée en début de course, pour avoir lui aussi dépassé la voiture de sécurité,.

### Le schisme avec le CART et la baisse de popularité des500 miles(1996-2007)

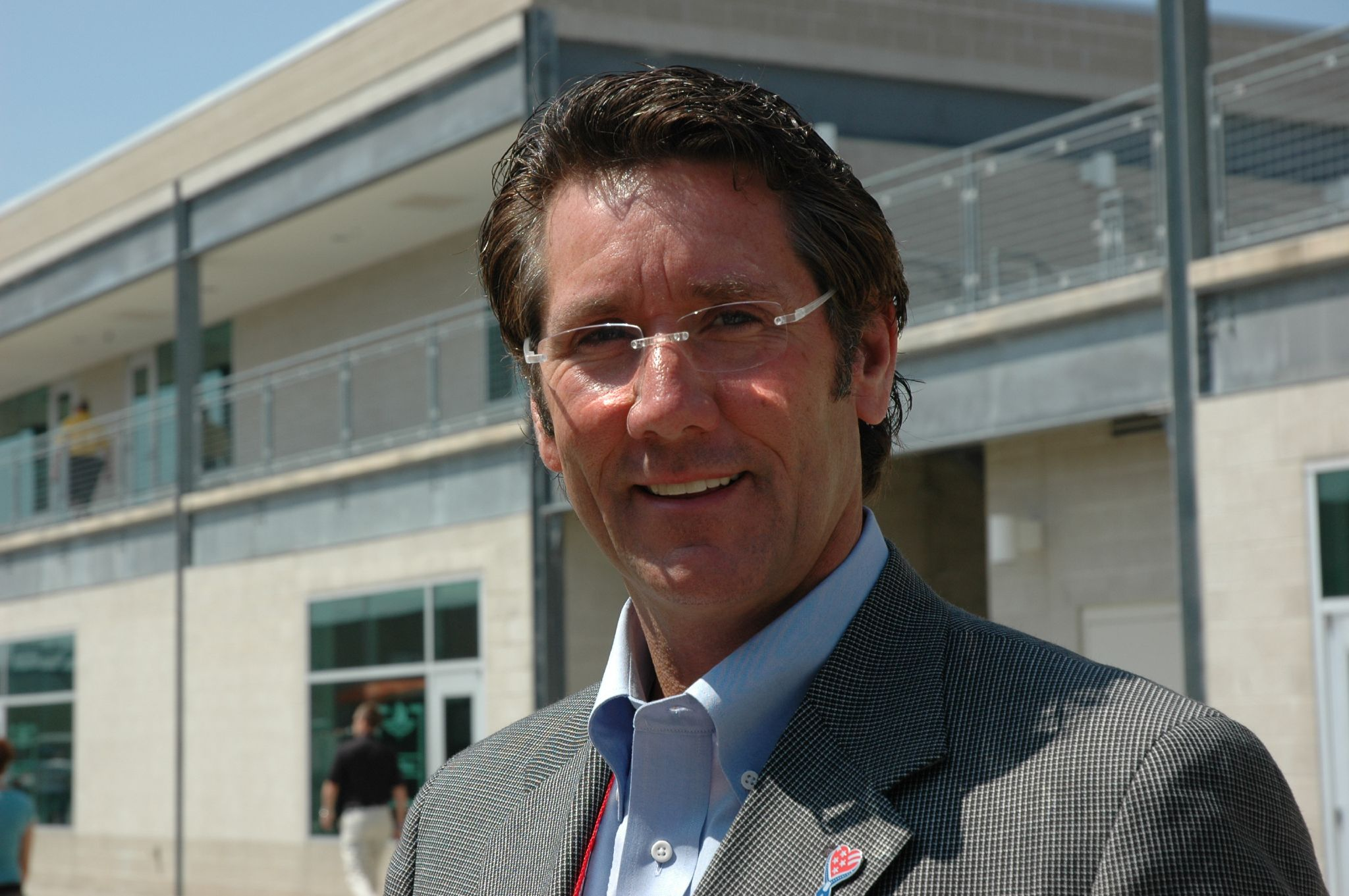
Tony George, président de l'Indianapolis Motor Speedway et des 500 miles d'Indianapolis depuis janvier 1990.

L'âge d'or du CART et des 500 miles d'Indianapolis arrive à son terme en 1996, année charnière dans l'histoire du sport automobile américain. Les organisateurs de l'Indianapolis 500 décident de retirer leur épreuve du CART et de créer leur propre championnat, l'Indy Racing League. La scission CART/IRL est en partie motivée par la volonté de Tony George de donner la priorité aux pilotes et aux constructeurs locaux. Cette scission, très déstabilisatrice pour l'ensemble des courses de type monoplace aux États-Unis, a surtout eu pour effet d'affaiblir l'Indianapolis 500.
Peu après qu'il ne devienne président de l'Indianapolis Motor Speedway et de sa course principale en janvier 1990, Tony George se montre rapidement hostile à la structure en place du CART, le championnat de monoplace dominant aux États-Unis, car composée de 24 membres, majoritairement des chefs d'écurie. Il propose alors dès novembre 1991 de créer une nouvelle structure et une nouvelle organisation, composée de seulement cinq membres, appelée « Indy Car Inc ». La direction du CART refuse.
Le conflit entre les organisateurs du CART et Tony George est renforcé par le souhait d'internationalisation du CART, notamment soutenue par Andrew Craig, son nouveau président. Cette expansion au-delà des frontières est redoutée par Tony George, car elle représente un potentiel risque pour la place centrale qu'occupe l'Indy 500 dans le calendrier. Quatre mois après la nomination d'Andrew Craig, Tony George annonce finalement la formation de l'Indy Racing League (IRL), un nouveau championnat, pour l'année 1996. La famille Hulman George voit dans cette nouvelle série l'occasion de créer une discipline à la philosophie plus américaine,, avec des courses uniquement disputées sur ovale et aux États-Unis, comme la NASCAR. Ce championnat intègre les 500 miles d'Indianapolis, au détriment du CART : son règlement garantit à 25 de ses équipes une place sur la grille de la course, ne laissant ainsi que huit places libres pour d'autres équipes.

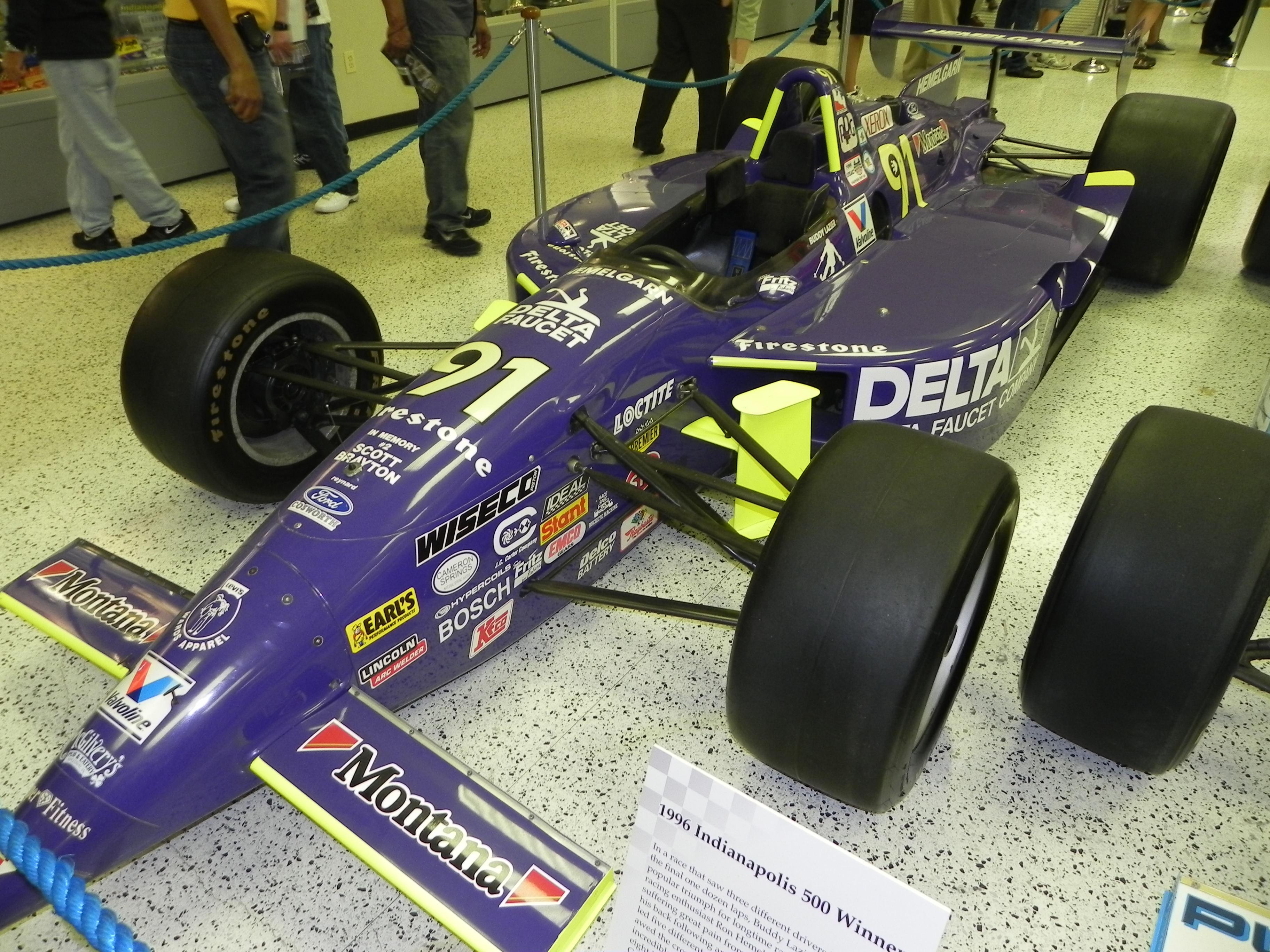
La Reynard-Ford de l'écurie Hemelgarn Racing utilisée par Buddy Lazier pour remporter l'Indy 1996 (IMS Hall of Fame Museum).

En 1996, le conflit entre les deux parties atteint un sommet. Au mois de mars débute une bataille juridique autour de l'usage de la marque Indy Car : la direction du CART engage une action contre la famille Hulman George pour l'usage de l'appellation « Indy Car », louée depuis plusieurs années. En avril, c'est une procédure inverse qui est lancée par la famille Hulman George, pour empêcher le CART de continuer à utiliser la marque. Il faudra attendre la fin de la saison 1996 pour qu'une solution soit trouvée et que le CART accepte finalement de renoncer à utiliser la marque. Cette même année, les équipes du CART refusent de se rendre à Indianapolis et de participer à la course. La direction du CART va même jusqu'à organiser une course le même jour au Michigan International Speedway, l'U.S. 500. Pour maximiser l'intérêt de cette nouvelle course, un million de dollars est promis au vainqueur. Les conséquences de ce conflit sont flagrantes et désastreuses. Le week-end du Memorial Day, le 26 mai, se déroulent la 80e édition des 500 miles d'Indianapolis et la première édition de l'U.S. 500. Ces deux courses sont des échecs commerciaux. Pour l'Indy Racing League, cette première saison est globalement un échec, avec des équipes inexpérimentées et manquant beaucoup de préparation. Buddy Lazier remporte la course pour le compte du Hemelgarn Racing. Cette édition est marquée par le décès pendant les essais libres de l'Américain Scott Brayton, alors qu'il avait réalisé la pole position. Toute la grille est finalement décalée, la première place revenant à Tony Stewart, auteur du deuxième meilleur temps derrière Brayton lors du pole day.
À partir de 1997, l'Indy Racing League adopte un nouveau règlement technique afin de rendre la production des châssis et des moteurs financièrement plus accessible aux équipes. Conséquence de ce nouveau règlement, les équipes du CART ne peuvent plus prendre part aux 500 miles d'Indianapolis avec leurs équipements actuels, augmentant ainsi les coûts des équipes souhaitant participer au championnat CART et aux Indy 500. C'est le néerlandais Arie Luyendyk qui s'impose, après avoir signé la pole position. Comme lors de l'édition 1979, une pirouette réglementaire permet de qualifier 35 voitures et non 33 comme le veut la tradition. Dans le cadre de la guerre CART/IRL, les organisateurs avaient assuré leurs places sur la grille aux participants réguliers du championnat IRL, et cela quel que soit leur chrono de qualification. Mais ce mode de qualification eut pour effet de laisser sur la touche Johnny Unser et Lyn St. James, qui avaient pourtant réalisé de meilleurs chronos que certains qualifiés. Les organisateurs décidèrent donc de les repêcher.
L'Américain Eddie Cheever et le Suédois Kenny Bräck s'imposent en 1998 et 1999, au volant de deux châssis Dallara. Il s'agit des deux premières victoires à Indianapolis pour le constructeur Italien, et les premières pour un constructeur Italien depuis Maserati en 1940.

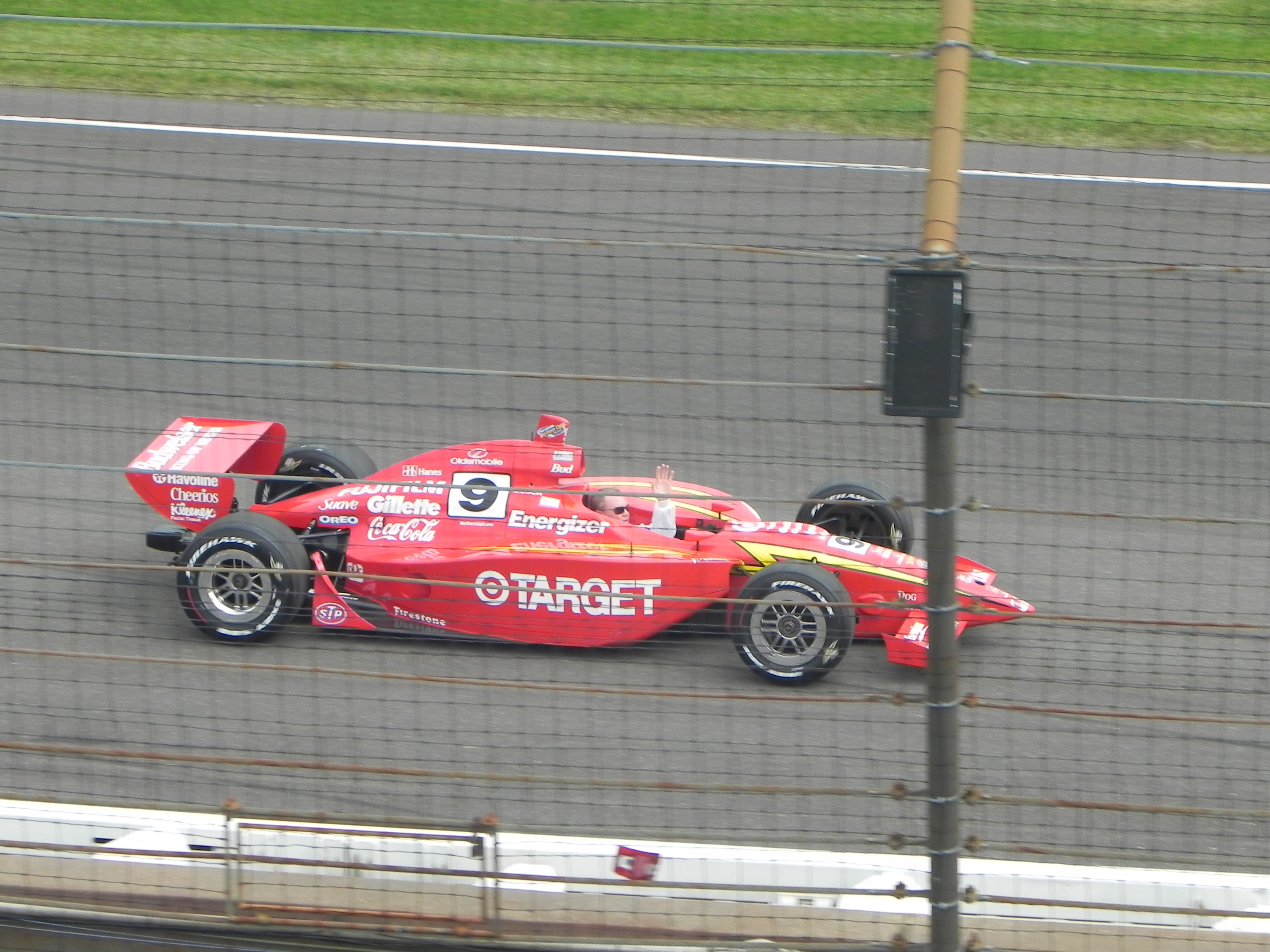
La G-Force-Aurora du team Chip Ganassi Racing, utilisée par Montoya pour remporter l'Indy 2000 (photo prise à l'IMS en 2011).

Alors que le conflit entre l'IRL et le CART est toujours bien présent, l'édition 2000 des 500 miles d'Indianapolis marque un tournant. Le Colombien Juan Pablo Montoya, pilote du championnat CART dont il est le tenant du titre, s'engage aux 500 miles avec son équipe, le Chip Ganassi Racing. Au volant d'une G-Force, Montoya domine l'épreuve en menant 162 des 200 tours de course, devenant par la même occasion le premier pilote CART à s'imposer à Indianapolis depuis la scission entre les deux séries. Il devient également le premier rookie à s'imposer depuis Graham Hill en 1966. C'est également la première fois de l'histoire de l'épreuve que deux femmes, Lyn St. James et Sarah Fisher sont au départ.

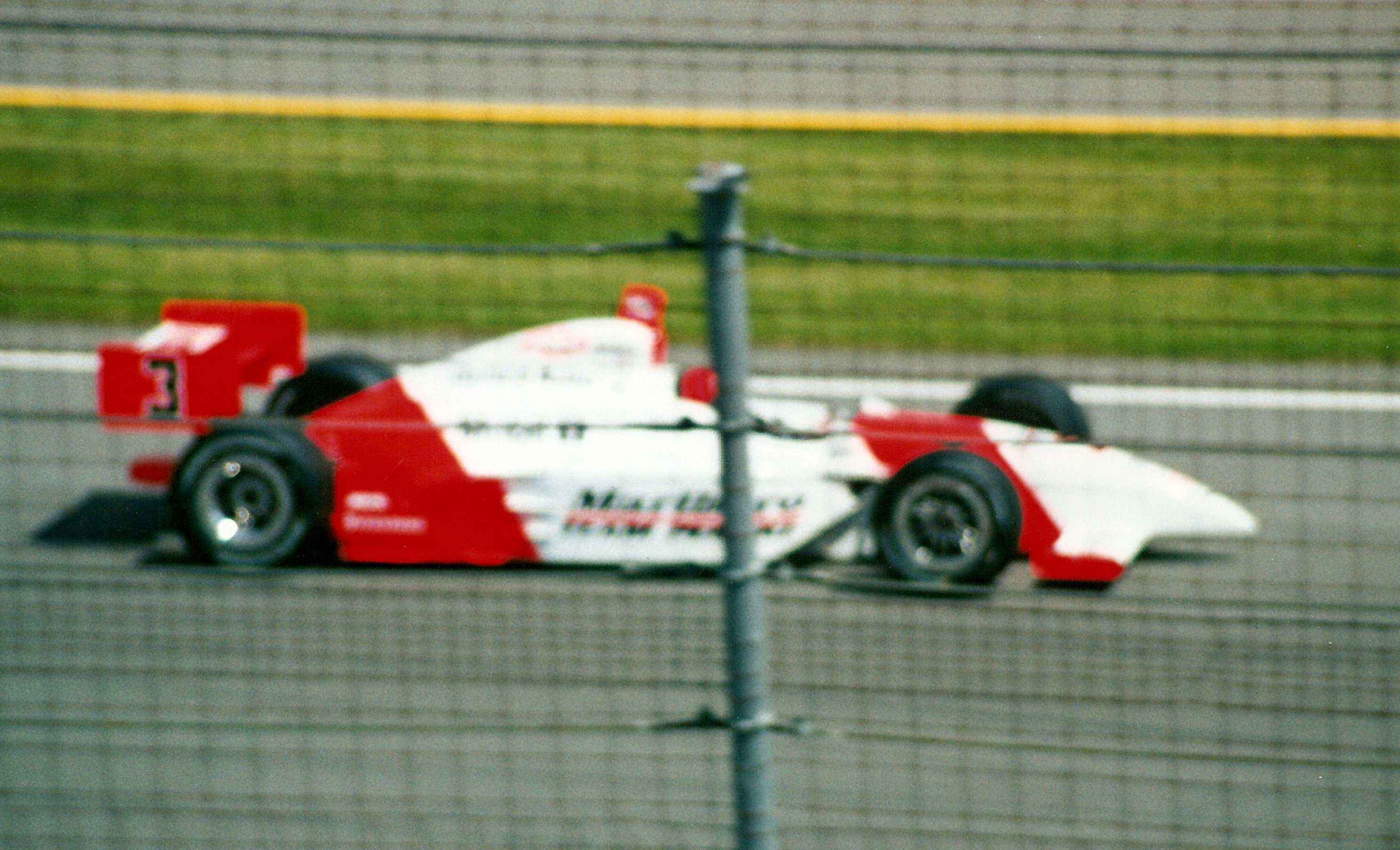
Helio Castroneves, vainqueur des 500 miles d'Indianapolis en 2002.

Entre 2000 et 2002, plusieurs équipes prestigieuses et concurrentes historiques du CART, comme le Penske Racing ou le Chip Ganassi Racing basculent du CART à l'IRL. Après 2000 et la victoire de Ganassi avec Montoya, c'est Penske qui s'impose en 2001, 2002 et 2003, avec les Brésiliens Helio Castroneves et Gil de Ferran. L'édition 2002 est marquée par la principale controverse de l'épreuve depuis l'imbroglio entre Bobby Unser et Mario Andretti en 1981. Dans les tout derniers tours, à la lutte pour la première place avec Hélio Castroneves, Paul Tracy parvient à le dépasser juste au moment où le crash de Laurent Redon provoque une neutralisation. Estimant que le dépassement a eu lieu après que les lumières jaunes symbolisant la neutralisation ne s'allument, les commissaires relèguent Tracy en deuxième place et offrent de fait la victoire à Hélio Castroneves. Le Andretti Green (l'écurie de Paul Tracy) fait appel de cette décision, mais au mois de juillet suivant, les officiels confirment la victoire de Castroneves. Certains estiment que les commissaires de piste ont tranché en faveur de Castroneves, dans la mesure où lui était pilote à temps complet en IRL, alors que Paul Tracy était lui un pilote CART.

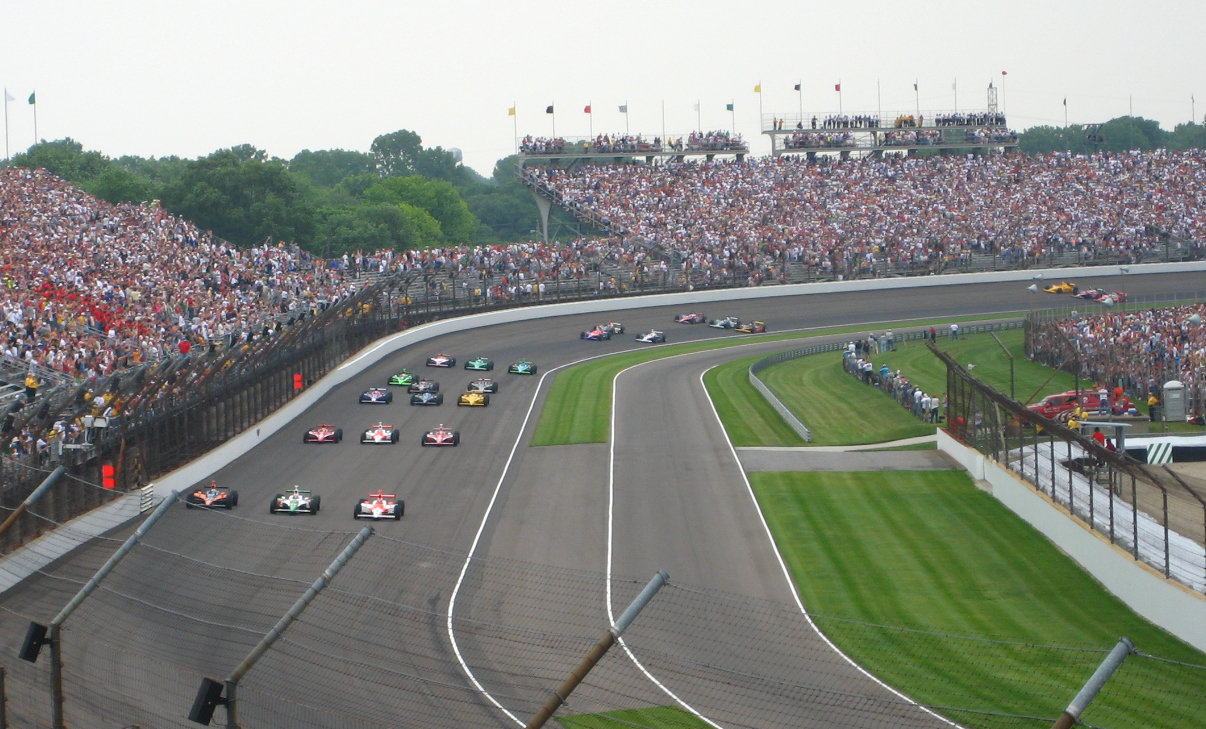
Les monoplaces en formation avant le départ en 2007.

L'Américain Buddy Rice s'impose en 2004, apportant à G-Force sa dernière victoire à ce jour[Quand ?] à Indianapolis. En 2005, le Britannique Dan Wheldon s'impose au volant d'une Dallara du Team Andretti Green. Élue « Rookie of the Year », Danica Patrick est cette année la deuxième femme de l'histoire de l'Indy 500 à recevoir une telle récompense, après Lyn St. James en 1992. Elle devient en revanche la première femme à mener la course (pendant 19 tours).
En 2006, le double champion IRL Sam Hornish Jr., pilote pour le Penske Racing s'impose sur le fil face à Marco Andretti. L'écart final entre les deux pilotes (0,063 5 secondes) est le deuxième plus petit écart de l'histoire entre un vainqueur de l'Indy 500 et son dauphin. C'est également la première fois dans l'histoire de la course que le commandement de l'épreuve change dans le tout dernier tour (en l'occurrence à quelques centaines de mètres de la ligne d'arrivée).
Interrompue au 113e tour en raison de la pluie, puis relancée à l'issue d'un délai de près de trois heures, l'épreuve 2007 a été définitivement stoppée après 166 des 200 tours prévus, à nouveau en raison des conditions météorologiques. L'Écossais Dario Franchitti signe sa première victoire. La course est marquée par l'inscription de trois femmes, Danica Patrick, Sarah Fisher et Milka Duno, une première dans l'histoire.

### Le renouveau de l'Indy 500 (depuis 2008)

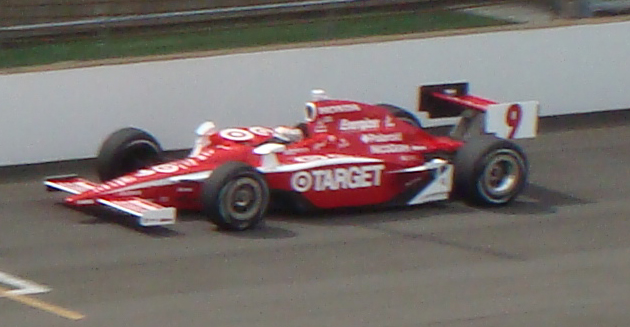
Victoire de Dixon à l'Indy 2008, sur Dallara-Honda du Chip Ganassi Racing team.

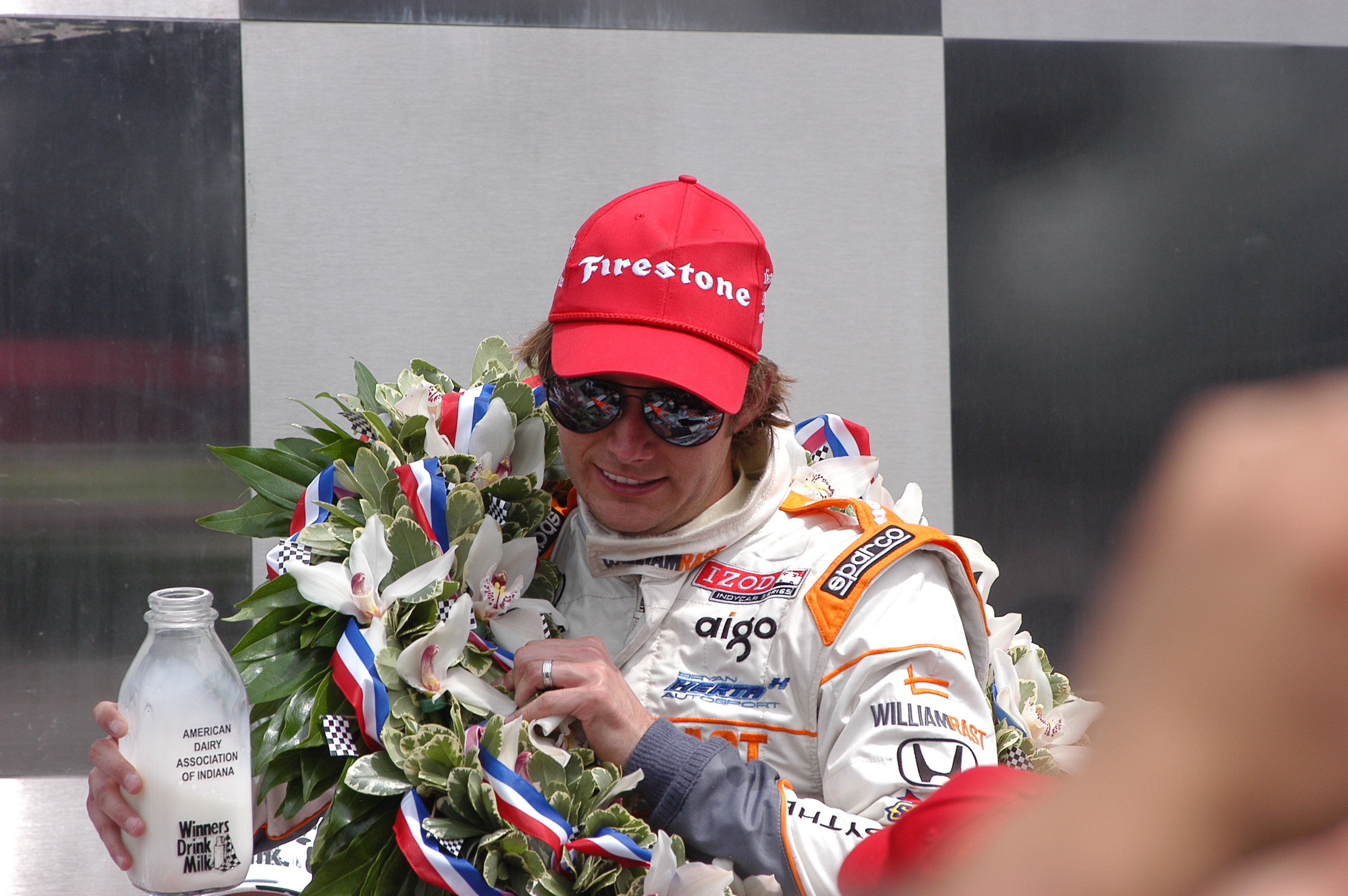
Dan Wheldon s'impose en l'2011 après le crash de J. R. Hildebrand dans l'ultime virage.

L'exode de ses principales équipes historiques a de graves conséquences économiques et financières pour le CART, qui ira jusqu'à faire faillite à l'issue de la saison 2003. Il fut alors racheté par des propriétaires d'écuries, dont Gerald Forsythe et Paul Gentilozzi, qui le rebaptisent officiellement « Champ Car World Series ». Mais en février 2008, Tony George et les propriétaires des ChampCar World Series signent un accord pour unifier les deux championnats à compter de la saison 2008. Il s'agit dans les faits davantage d'une absorption du ChampCar par l'IndyCar que d'une véritable fusion. En effet, le ChampCar disparaît définitivement après le Grand Prix de Long Beach 2008. L'IndyCar Series devient l'unique championnat majeur de monoplaces aux États-Unis. Le plateau est ainsi renforcé par plusieurs équipes du Champ Car telles que le Newman/Haas/Lanigan Racing, le Conquest Racing, le HVM Racing, et le KV Racing. La première course post-réunification est remportée par l'Australien Scott Dixon, champion IndyCar Series en 2003. Cette victoire reste à ce jour[Quand ?] l'unique pour celui qui compte six titres dans la discipline.
En 2009, le Brésilien Hélio Castroneves sur Penske Racing remporte une troisième victoire à Indianapolis. Cette édition est marquée par le premier top-3 d'une femme à Indianapolis, avec la troisième place de Danica Patrick (il n'y a pas de podium aux Indy 500, ni de remise de trophées aux deuxième et troisième de la course). L'année suivante, l'Écossais Dario Franchitti signe sa deuxième victoire au volant d'une monoplace du Chip Ganassi Racing.

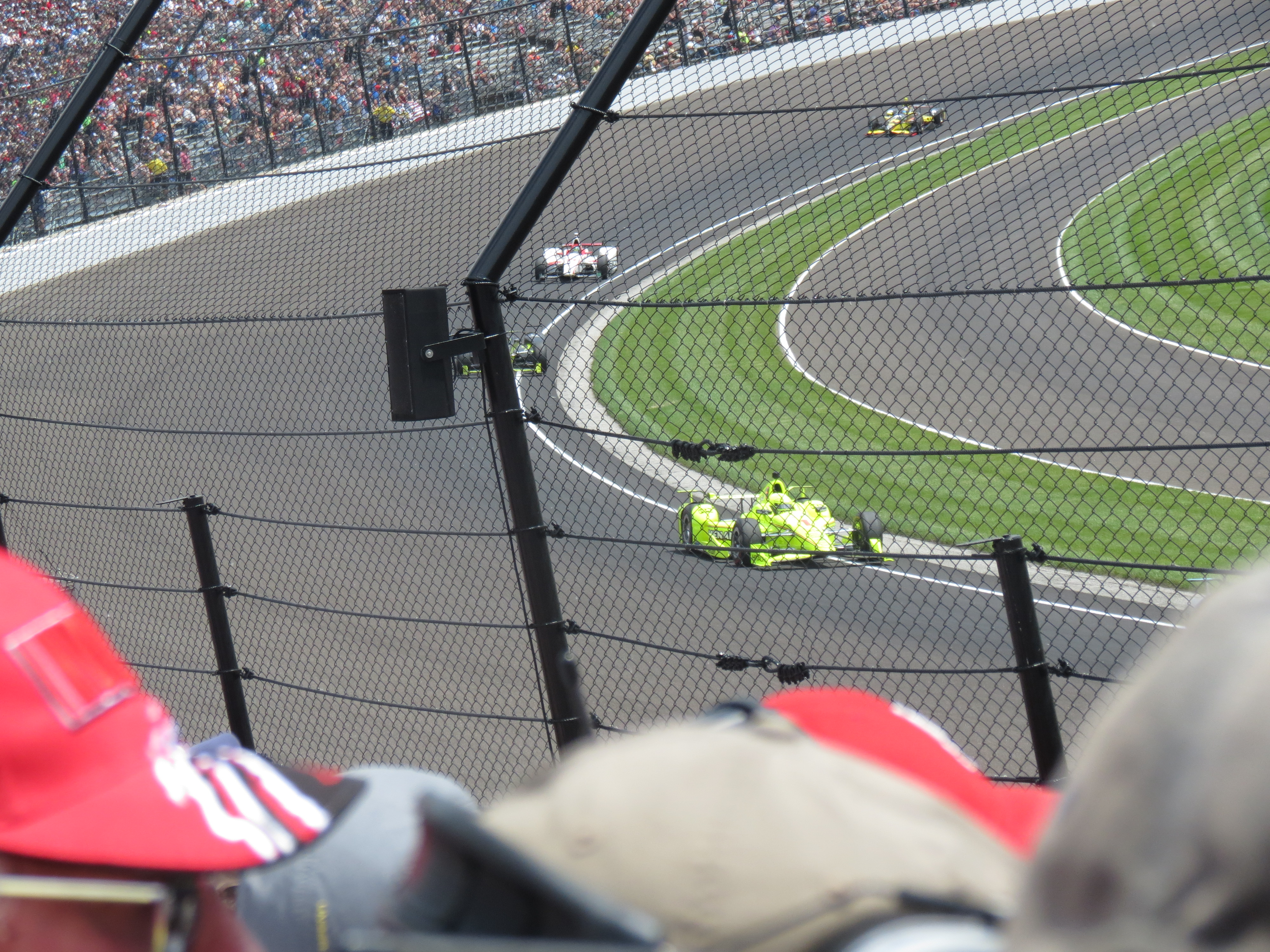
En jaune, la voiture de Simon Pagenaud aux 500 miles 2017.

Les 500 miles d'Indianapolis 2011 offrent un dénouement exceptionnel. Le débutant J. R. Hildebrand, alors leader de la course, tape le mur dans le dernier virage de l'ultime tour à la suite d'un bris de suspension à l'arrière droit. Il laisse échapper la victoire au profit du Britannique Dan Wheldon, qui signe sa seconde victoire après 2005. Cette fin de course laissera planer une incertitude pendant quelques minutes, les organisateurs souhaitant savoir si Dan Wheldon a doublé Hildebrand avant ou après la neutralisation que ce dernier a causé à la suite de son accident. Malgré sa victoire, Dan Wheldon ne conservera pas de volant à temps plein en IndyCar cette saison. Il reviendra pour l'ultime course de la saison, sur le Las Vegas Motor Speedway, et décédera en course.
Entre 2013 et 2018, Dario Franchitti (pour la troisième fois), Tony Kanaan, Ryan Hunter-Reay, Juan Pablo Montoya (pour la deuxième fois), Alexander Rossi, Takuma Satō et Will Power inscrivent leur nom au palmarès de la course.
En 2019, le Français Simon Pagenaud s'impose en partant de la pole position. Après avoir dominé la quasi-totalité de la course, il remporte un duel final face à Alexander Rossi pour la victoire. Il devient ainsi le premier Français depuis 1920 à remporter les 500 miles d'Indianapolis, devenant également le premier pilote depuis dix ans, et la victoire d'Hélio Castroneves, à réaliser le doublé pole position-victoire.
L'épidémie de Covid 19 contraint les organisateurs à reporter l'édition 2020 au 23 août 2020,. La course, organisée à huis clos, est remportée par Takuma Sato.

## Traditions et déroulement de l'épreuve
Contrairement à une épreuve classique qui dure un week-end, les 500 Miles d'Indianapolis s'étalent traditionnellement sur plusieurs semaines.
- L'épreuve commence début mai par le rookie test (officiellement dénommé « Rookie Orientation Program ») qui permet aux organisateurs d'évaluer la capacité des débutants à affronter les 2,5 miles du speedway. Ce test, qui est généralement une simple formalité, consiste en des exercices de régularité, à quatre paliers de vitesse différents. Même les pilotes les plus prestigieux, quand bien même seraient-ils auréolés de titres de champion du monde de F1, doivent s'y soumettre.
- Juste avant l'ouverture des essais de l'Indy 500 a lieu le Grand Prix automobile d'Indianapolis sur le tracé routier de l'Indianapolis Motor Speedway. Organisée depuis 2014, cette course est une suggestion du Boston Consulting Group à la famille Hulman[62],[63].
- Le mardi suivant le Grand Prix d'Indianapolis, a lieu l'opening day, première séance d'essais libres. Pendant un certain temps, le fait d'être le premier pilote à prendre la piste lors de l'opening day était chargé d'un certain prestige et assurait à son pilote (et à ses sponsors) un mot dans les médias le lendemain. Les pilotes méconnus et les petites équipes trouvaient là une chance unique de faire parler d'eux. Cette tradition a culminé dans les années 1970, jusqu'à donner lieu à de véritables courses d'accélération dans l'allée des stands, dès l'ouverture de la séance d'essais. À la suite d'un accident sérieux (au cours duquel un commissaire fut gravement blessé), il fut décidé par mesure de sécurité de réduire la publicité faite autour de cet événement. Aujourd'hui, la course à l'ouverture est pratiquement tombée dans l'oubli. Viennent ensuite deux journées d'essais libres supplémentaires, le mercredi et le jeudi.
- Le vendredi a lieu le « Fast Friday », dernière journée d'essais avant l'ouverture des qualifications. Cette journée est une ultime préparation pour les pilotes, dont les voitures sont réglées dans leur configuration qualification.
- Le samedi a lieu la première séance de qualification. Elle permet de déterminer les 9 pilotes les plus rapides, qui se disputeront le lendemain la pole position lors du « Fast Nine Shootout », les positions sur la grille 10–30 et enfin, les pilotes qui se disputeront les trois dernières places lors du « Last Row Shootout ».
- Les qualifications se poursuivent le dimanche lors du « Bump Day/Pole Day ». Pour le « Last Row Shootout », les pilotes qualifiés au-delà de la trentième place le samedi se disputent les trois dernières places sur la grille. Les pilotes qualifiés 34e et-delà ne participent pas à la course. Puis vient le « Fast Nine Shootout » qui détermine l'auteur de la pole position et des premières places sur la grille.
- Le jeudi précédant la course, ultime séance d'essais libres, en configuration course, appelée « carburation day ».
- Le dimanche de la course, après le traditionnel défilé des pilotes et l'hymne américain, les 33 concurrents démarrent leur moteur en entendant le fameux « Gentlemen, start your engines » (« Messieurs, démarrez vos moteurs »), prononcé par un membre de la famille Hulman. La présence de femmes au départ de la course a amené les organisateurs à amender cet ordre, qui devient si besoin est « Lady and gentlemen, start your engines » ou même « Ladies and gentlemen, start your engines ». Les 33 pilotes se placent alors derrière la pace car et forment onze lignes de trois voitures en attendant que la course soit lancée.
- Le vainqueur de la course rejoint Victory Lane avec sa voiture. Victory Lane est le cercle des vainqueurs, où seul le premier et son équipe sont autorisés à accéder. À Indianapolis, le podium n'existe pas, et seul le vainqueur est honoré.
- Le vainqueur reçoit le Borg-Warner Trophy, grande coupe sur laquelle sont sculptés les visages de tous les précédents vainqueurs de la course.
- Le vainqueur reçoit également une bouteille de lait dont il boit quelques gorgées. Cette tradition remonte à 1936 et à la victoire de Louis Meyer, qui avait bu un verre de lait battu après la course, les producteurs locaux de produits laitiers, voyant là une belle occasion publicitaire, ont offert du lait aux vainqueurs depuis lors. Aujourd'hui, la firme qui est sous contrat avec les organisateurs pour fournir le lait demande à chaque pilote avant l'épreuve quel type de lait il souhaite boire en cas de victoire.

## Palmarès
| Année | Date                                                 | Vainqueur                                            | Équipe / propriétaire                                | Châssis                                              | Moteur                                               | Pneus                                                | Distance                                             | Distance                                             | Temps                                                | Vitesse moyenne                                      | Championnat                                          |
| Année | Date                                                 | Vainqueur                                            | Équipe / propriétaire                                | Châssis                                              | Moteur                                               | Pneus                                                | Tours                                                | Miles                                                | Temps                                                | Vitesse moyenne                                      | Championnat                                          |
| ----- | ---------------------------------------------------- | ---------------------------------------------------- | ---------------------------------------------------- | ---------------------------------------------------- | ---------------------------------------------------- | ---------------------------------------------------- | ---------------------------------------------------- | ---------------------------------------------------- | ---------------------------------------------------- | ---------------------------------------------------- | ---------------------------------------------------- |
| 1911  | 30 mai                                               | Ray Harroun                                          | Nordyke & Marmon Company                             | Marmon                                               | Marmon                                               | F                                                    | 200                                                  | 500                                                  | 6 h 42 min 08 s 039                                  | 120,04 km/h                                          | AAA                                                  |
| 1912  | 30 mai                                               | Joe Dawson                                           | National Motor Vehicle Company                       | National                                             | National                                             | M                                                    | 200                                                  | 500                                                  | 6 h 21 min 06 s 144                                  | 126,686 km/h                                         | AAA                                                  |
| 1913  | 30 mai                                               | Jules Goux                                           | Peugeot                                              | Peugeot                                              | Peugeot                                              | F                                                    | 200                                                  | 500                                                  | 6 h 35 min 05 s 108                                  | 122,202 km/h                                         | AAA                                                  |
| 1914  | 30 mai                                               | René Thomas                                          | Louis Delâge Company                                 | Delage                                               | Delage                                               | P                                                    | 200                                                  | 500                                                  | 6 h 03 min 45 s 060                                  | 132,729 km/h                                         | AAA                                                  |
| 1915  | 31 mai                                               | Ralph DePalma                                        | E.C. Patterson                                       | Mercedes                                             | Mercedes                                             | BF                                                   | 200                                                  | 500                                                  | 5 h 33 min 55 s 619                                  | 144,583 km/h                                         | AAA                                                  |
| 1916  | 30 mai                                               | Dario Resta                                          | Peugeot Auto Racing Company                          | Peugeot                                              | Peugeot                                              | BF                                                   | 120                                                  | 300                                                  | 3 h 34 min 16 s 990                                  | 135,187 km/h                                         | AAA                                                  |
| 1917  | Courses annulées pendant la Première Guerre mondiale | Courses annulées pendant la Première Guerre mondiale | Courses annulées pendant la Première Guerre mondiale | Courses annulées pendant la Première Guerre mondiale | Courses annulées pendant la Première Guerre mondiale | Courses annulées pendant la Première Guerre mondiale | Courses annulées pendant la Première Guerre mondiale | Courses annulées pendant la Première Guerre mondiale | Courses annulées pendant la Première Guerre mondiale | Courses annulées pendant la Première Guerre mondiale | Courses annulées pendant la Première Guerre mondiale |
| 1918  | Courses annulées pendant la Première Guerre mondiale | Courses annulées pendant la Première Guerre mondiale | Courses annulées pendant la Première Guerre mondiale | Courses annulées pendant la Première Guerre mondiale | Courses annulées pendant la Première Guerre mondiale | Courses annulées pendant la Première Guerre mondiale | Courses annulées pendant la Première Guerre mondiale | Courses annulées pendant la Première Guerre mondiale | Courses annulées pendant la Première Guerre mondiale | Courses annulées pendant la Première Guerre mondiale | Courses annulées pendant la Première Guerre mondiale |
| 1919  | 31 mai                                               | Howdy Wilcox                                         | I.M.S. Corporation                                   | Peugeot                                              | Peugeot                                              | G                                                    | 200                                                  | 500                                                  | 5 h 40 min 42 s 930                                  | 141,703 km/h                                         | AAA                                                  |
| 1920  | 31 mai                                               | Gaston Chevrolet                                     | William Small Company                                | Frontenac                                            | Frontenac                                            | F                                                    | 200                                                  | 500                                                  | 5 h 38 min 31 s 901                                  | 142,617 km/h                                         | AAA                                                  |
| 1921  | 30 mai                                               | Tommy Milton                                         | Louis Chevrolet                                      | Frontenac                                            | Frontenac                                            | F                                                    | 200                                                  | 500                                                  | 5 h 34 min 44 s 578                                  | 144,231 km/h                                         | AAA                                                  |
| 1922  | 30 mai                                               | Jimmy Murphy                                         | Jimmy Murphy                                         | Duesenberg                                           | Miller                                               | F                                                    | 200                                                  | 500                                                  | 5 h 17 min 30 s 845                                  | 152,057 km/h                                         | AAA                                                  |
| 1923  | 30 mai                                               | Tommy Milton                                         | H.C.S. Motor Company                                 | Miller                                               | Miller                                               | F                                                    | 200                                                  | 500                                                  | 5 h 31 min 19 s 618                                  | 145,718 km/h                                         | AAA                                                  |
| 1924  | 30 mai                                               | Lora Corum (en)                                      | Duesenberg                                           | Duesenberg                                           | Duesenberg                                           | F                                                    | 200                                                  | 500                                                  | 5 h 05 min 23 s 595                                  | 158,092 km/h                                         | AAA                                                  |
| 1924  | 30 mai                                               | Joe Boyer                                            | Duesenberg                                           | Duesenberg                                           | Duesenberg                                           | F                                                    | 200                                                  | 500                                                  | 5 h 05 min 23 s 595                                  | 158,092 km/h                                         | AAA                                                  |
| 1925  | 30 mai                                               | Peter DePaolo                                        | Duesenberg                                           | Duesenberg                                           | Duesenberg                                           | F                                                    | 200                                                  | 500                                                  | 4 h 56 min 39 s 401                                  | 162,748 km/h                                         | AAA                                                  |
| 1926  | 31 mai                                               | Frank Lockhart                                       | Peter Kreis                                          | Miller                                               | Miller                                               | F                                                    | 160*                                                 | 400                                                  | 5 h 12 min 48 s 768                                  | 154,343 km/h                                         | AAA                                                  |
| 1927  | 30 mai                                               | George Souders                                       | William S. White                                     | Duesenberg                                           | Duesenberg                                           | F                                                    | 200                                                  | 500                                                  | 5 h 07 min 33 s 022                                  | 156,983 km/h                                         | AAA                                                  |
| 1928  | 30 mai                                               | Louis Meyer                                          | Alden Sampson, II                                    | Miller                                               | Miller                                               | F                                                    | 200                                                  | 500                                                  | 5 h 01 min 33 s 725                                  | 160,101 km/h                                         | AAA                                                  |
| 1929  | 30 mai                                               | Ray Keech                                            | M. A. Yagle                                          | Miller                                               | Miller                                               | F                                                    | 200                                                  | 500                                                  | 5 h 07 min 25 s 458                                  | 157,048 km/h                                         | AAA                                                  |
| 1930  | 30 mai                                               | Billy Arnold                                         | Harry Hartz                                          | Summers                                              | Miller                                               | F                                                    | 200                                                  | 500                                                  | 4 h 58 min 39 s 720                                  | 161,655 km/h                                         | AAA                                                  |
| 1931  | 30 mai                                               | Louis Schneider                                      | B. L. Schneider                                      | Stevens                                              | Miller                                               | F                                                    | 200                                                  | 500                                                  | 5 h 10 min 27 s 948                                  | 155,509 km/h                                         | AAA                                                  |
| 1932  | 30 mai                                               | Fred Frame                                           | Harry Hartz                                          | Wetteroth                                            | Miller                                               | F                                                    | 200                                                  | 500                                                  | 4 h 48 min 03 s 761                                  | 167,604 km/h                                         | AAA                                                  |
| 1933  | 30 mai                                               | Louis Meyer                                          | Louis Meyer                                          | Miller                                               | Miller                                               | F                                                    | 200                                                  | 500                                                  | 4 h 48 min 00 s 774                                  | 167,632 km/h                                         | AAA                                                  |
| 1934  | 30 mai                                               | Bill Cummings                                        | H. C. Henning                                        | Miller                                               | Miller                                               | F                                                    | 200                                                  | 500                                                  | 4 h 46 min 05 s 254                                  | 168,761 km/h                                         | AAA                                                  |
| 1935  | 30 mai                                               | Kelly Petillo                                        | Kelly Petillo                                        | Wetteroth                                            | Offenhauser                                          | F                                                    | 200                                                  | 500                                                  | 4 h 42 min 22 s 771                                  | 170,977 km/h                                         | AAA                                                  |
| 1936  | 30 mai                                               | Louis Meyer                                          | Louis Meyer                                          | Stevens                                              | Miller                                               | F                                                    | 200                                                  | 500                                                  | 4 h 35 min 03 s 314                                  | 175,530 km/h                                         | AAA                                                  |
| 1937  | 31 mai                                               | Wilbur Shaw                                          | Wilbur Shaw                                          | Shaw                                                 | Offenhauser                                          | F                                                    | 200                                                  | 500                                                  | 4 h 24 min 07 s 861                                  | 182,789 km/h                                         | AAA                                                  |
| 1938  | 30 mai                                               | Floyd Roberts                                        | Lou Moore                                            | Wetteroth                                            | Miller                                               | F                                                    | 200                                                  | 500                                                  | 4 h 15 min 58 s 362                                  | 188,615 km/h                                         | AAA                                                  |
| 1939  | 30 mai                                               | Wilbur Shaw                                          | Boyle Racing Headquarters                            | Maserati                                             | Maserati                                             | F                                                    | 200                                                  | 500                                                  | 4 h 20 min 47 s 412                                  | 185,131 km/h                                         | AAA                                                  |
| 1940  | 30 mai                                               | Wilbur Shaw                                          | Boyle Racing Headquarters                            | Maserati                                             | Maserati                                             | F                                                    | 200                                                  | 500                                                  | 4 h 22 min 31 s 201                                  | 183,911 km/h                                         | AAA                                                  |
| 1941  | 30 mai                                               | Floyd Davis (en)                                     | Lou Moore                                            | Wetteroth                                            | Offenhauser                                          | F                                                    | 200                                                  | 500                                                  | 4 h 20 min 36 s 266                                  | 185,263 km/h                                         | AAA                                                  |
| 1941  | 30 mai                                               | Mauri Rose                                           | Lou Moore                                            | Wetteroth                                            | Offenhauser                                          | F                                                    | 200                                                  | 500                                                  | 4 h 20 min 36 s 266                                  | 185,263 km/h                                         | AAA                                                  |
| 1942  | Courses annulées pendant la Seconde Guerre mondiale  | Courses annulées pendant la Seconde Guerre mondiale  | Courses annulées pendant la Seconde Guerre mondiale  | Courses annulées pendant la Seconde Guerre mondiale  | Courses annulées pendant la Seconde Guerre mondiale  | Courses annulées pendant la Seconde Guerre mondiale  | Courses annulées pendant la Seconde Guerre mondiale  | Courses annulées pendant la Seconde Guerre mondiale  | Courses annulées pendant la Seconde Guerre mondiale  | Courses annulées pendant la Seconde Guerre mondiale  | Courses annulées pendant la Seconde Guerre mondiale  |
| 1943  | Courses annulées pendant la Seconde Guerre mondiale  | Courses annulées pendant la Seconde Guerre mondiale  | Courses annulées pendant la Seconde Guerre mondiale  | Courses annulées pendant la Seconde Guerre mondiale  | Courses annulées pendant la Seconde Guerre mondiale  | Courses annulées pendant la Seconde Guerre mondiale  | Courses annulées pendant la Seconde Guerre mondiale  | Courses annulées pendant la Seconde Guerre mondiale  | Courses annulées pendant la Seconde Guerre mondiale  | Courses annulées pendant la Seconde Guerre mondiale  | Courses annulées pendant la Seconde Guerre mondiale  |
| 1944  | Courses annulées pendant la Seconde Guerre mondiale  | Courses annulées pendant la Seconde Guerre mondiale  | Courses annulées pendant la Seconde Guerre mondiale  | Courses annulées pendant la Seconde Guerre mondiale  | Courses annulées pendant la Seconde Guerre mondiale  | Courses annulées pendant la Seconde Guerre mondiale  | Courses annulées pendant la Seconde Guerre mondiale  | Courses annulées pendant la Seconde Guerre mondiale  | Courses annulées pendant la Seconde Guerre mondiale  | Courses annulées pendant la Seconde Guerre mondiale  | Courses annulées pendant la Seconde Guerre mondiale  |
| 1945  | Courses annulées pendant la Seconde Guerre mondiale  | Courses annulées pendant la Seconde Guerre mondiale  | Courses annulées pendant la Seconde Guerre mondiale  | Courses annulées pendant la Seconde Guerre mondiale  | Courses annulées pendant la Seconde Guerre mondiale  | Courses annulées pendant la Seconde Guerre mondiale  | Courses annulées pendant la Seconde Guerre mondiale  | Courses annulées pendant la Seconde Guerre mondiale  | Courses annulées pendant la Seconde Guerre mondiale  | Courses annulées pendant la Seconde Guerre mondiale  | Courses annulées pendant la Seconde Guerre mondiale  |
| 1946  | 30 mai                                               | George Robson                                        | Thorne Engineering                                   | Adams                                                | Sparks                                               | F                                                    | 200                                                  | 500                                                  | 4 h 21 min 16 s 711                                  | 184,785 km/h                                         | AAA                                                  |
| 1947  | 30 mai                                               | Mauri Rose                                           | Lou Moore                                            | Deidt                                                | Offenhauser                                          | F                                                    | 200                                                  | 500                                                  | 4 h 17 min 52 s 159                                  | 187,228 km/h                                         | AAA                                                  |
| 1948  | 31 mai                                               | Mauri Rose                                           | Lou Moore                                            | Deidt                                                | Offenhauser                                          | F                                                    | 200                                                  | 500                                                  | 4 h 10 min 23 s 286                                  | 192,822 km/h                                         | AAA                                                  |
| 1949  | 30 mai                                               | Bill Holland                                         | Lou Moore                                            | Deidt                                                | Offenhauser                                          | F                                                    | 200                                                  | 500                                                  | 4 h 07 min 15 s 939                                  | 195,257 km/h                                         | AAA                                                  |
| 1950  | 30 mai                                               | Johnnie Parsons                                      | Kurtis Kraft                                         | Kurtis Kraft                                         | Offenhauser                                          | F                                                    | 138*                                                 | 345                                                  | 2 h 46 min 55 s 967                                  | 199,562 km/h                                         | AAA et F1                                            |
| 1951  | 30 mai                                               | Lee Wallard                                          | Murrell Belanger                                     | Kurtis Kraft                                         | Offenhauser                                          | F                                                    | 200                                                  | 500                                                  | 3 h 57 min 38 s 103                                  | 203,170 km/h                                         | AAA et F1                                            |
| 1952  | 30 mai                                               | Troy Ruttman                                         | Christopher J.C. Agajanian                           | Kuzma                                                | Offenhauser                                          | F                                                    | 200                                                  | 500                                                  | 3 h 52 min 41 s 930                                  | 207,480 km/h                                         | AAA et F1                                            |
| 1953  | 30 mai                                               | Bill Vukovich                                        | Howard B. Keck                                       | Kurtis Kraft                                         | Offenhauser                                          | F                                                    | 200                                                  | 500                                                  | 3 h 53 min 01 s 668                                  | 207,187 km/h                                         | AAA et F1                                            |
| 1954  | 31 mai                                               | Bill Vukovich                                        | Howard B. Keck                                       | Kurtis Kraft                                         | Offenhauser                                          | F                                                    | 200                                                  | 500                                                  | 3 h 49 min 17 s 261                                  | 210,567 km/h                                         | AAA et F1                                            |
| 1955  | 30 mai                                               | Bob Sweikert                                         | John Zink                                            | Kurtis Kraft                                         | Offenhauser                                          | F                                                    | 200                                                  | 500                                                  | 3 h 53 min 59 s 576                                  | 206,339 km/h                                         | AAA et F1                                            |
| 1956  | 30 mai                                               | Pat Flaherty                                         | John Zink                                            | Watson                                               | Offenhauser                                          | F                                                    | 200                                                  | 500                                                  | 3 h 53 min 28 s 872                                  | 206,785 km/h                                         | USAC et F1                                           |
| 1957  | 30 mai                                               | Sam Hanks                                            | George Salih                                         | Epperly                                              | Offenhauser                                          | F                                                    | 200                                                  | 500                                                  | 3 h 41 min 14 s 238                                  | 218,229 km/h                                         | USAC et F1                                           |
| 1958  | 30 mai                                               | Jimmy Bryan                                          | George Salih                                         | Epperly                                              | Offenhauser                                          | F                                                    | 200                                                  | 500                                                  | 3 h 44 min 21 s 064                                  | 215,316 km/h                                         | USAC et F1                                           |
| 1959  | 30 mai                                               | Rodger Ward                                          | Leader Cards                                         | Watson                                               | Offenhauser                                          | F                                                    | 200                                                  | 500                                                  | 3 h 40 min 47 s 470                                  | 218,641 km/h                                         | USAC et F1                                           |
| 1960  | 30 mai                                               | Jim Rathmann                                         | Ken-Paul                                             | Watson                                               | Offenhauser                                          | F                                                    | 200                                                  | 500                                                  | 3 h 36 min 11 s 384                                  | 223,324 km/h                                         | USAC et F1                                           |
| 1961  | 30 mai                                               | A. J. Foyt                                           | Bignotti-Bowes Racing                                | Trevis                                               | Offenhauser                                          | F                                                    | 200                                                  | 500                                                  | 3 h 35 min 37 s 540                                  | 223,908 km/h                                         | USAC                                                 |
| 1962  | 30 mai                                               | Rodger Ward                                          | Leader Cards                                         | Watson                                               | Offenhauser                                          | F                                                    | 200                                                  | 500                                                  | 3 h 33 min 50 s 291                                  | 225,780 km/h                                         | USAC                                                 |
| 1963  | 30 mai                                               | Parnelli Jones                                       | Christopher J.C. Agajanian                           | Watson                                               | Offenhauser                                          | F                                                    | 200                                                  | 500                                                  | 3 h 29 min 35 s 365                                  | 230,357 km/h                                         | USAC                                                 |
| 1964  | 30 mai                                               | A. J. Foyt                                           | Ansted-Thompson Racing                               | Watson                                               | Offenhauser                                          | F                                                    | 200                                                  | 500                                                  | 3 h 23 min 35 s 813                                  | 237,137 km/h                                         | USAC                                                 |
| 1965  | 31 mai                                               | Jim Clark                                            | Team Lotus                                           | Team Lotus                                           | Ford                                                 | F                                                    | 200                                                  | 500                                                  | 3 h 19 min 05 s 370                                  | 242,506 km/h                                         | USAC                                                 |
| 1966  | 30 mai                                               | Graham Hill (R)                                      | Mecom Racing Team                                    | Lola                                                 | Ford                                                 | F                                                    | 200                                                  | 500                                                  | 3 h 27 min 52 s 543                                  | 232,256 km/h                                         | USAC                                                 |
| 1967  | 30-31 mai                                            | A. J. Foyt                                           | Ansted-Thompson Racing                               | Coyote                                               | Ford                                                 | G                                                    | 200                                                  | 500                                                  | 3 h 18 min 24 s 211                                  | 243,344 km/h                                         | USAC                                                 |
| 1968  | 30 mai                                               | Bobby Unser                                          | Leader Cards                                         | Eagle                                                | Offenhauser                                          | G                                                    | 200                                                  | 500                                                  | 3 h 16 min 13 s 786                                  | 246,040 km/h                                         | USAC                                                 |
| 1969  | 30 mai                                               | Mario Andretti                                       | STP Corporation                                      | Hawk                                                 | Ford                                                 | F                                                    | 200                                                  | 500                                                  | 3 h 11 min 14 s 689                                  | 252,453 km/h                                         | USAC                                                 |
| 1970  | 30 mai                                               | Al Unser                                             | Vel's Parnelli Jones Racing                          | Colt                                                 | Ford                                                 | F                                                    | 200                                                  | 500                                                  | 3 h 12 min 37 s 057                                  | 250,654 km/h                                         | USAC                                                 |
| 1971  | 29 mai                                               | Al Unser                                             | Vel's Parnelli Jones Racing                          | Colt                                                 | Ford                                                 | F                                                    | 200                                                  | 500                                                  | 3 h 10 min 11 s 545                                  | 253,850 km/h                                         | USAC                                                 |
| 1972  | 27 mai                                               | Mark Donohue                                         | Roger Penske Enterprises                             | McLaren                                              | Offenhauser                                          | G                                                    | 200                                                  | 500                                                  | 3 h 04 min 23 s 851                                  | 262,262 km/h                                         | USAC                                                 |
| 1973  | 28-30 mai                                            | Gordon Johncock                                      | Patrick Racing Team                                  | Eagle                                                | Offenhauser                                          | G                                                    | 133*                                                 | 333                                                  | 2 h 05 min 25 s 320                                  | 255,944 km/h                                         | USAC                                                 |
| 1974  | 26 mai                                               | Johnny Rutherford                                    | Bruce McLaren Motor Racing                           | McLaren                                              | Offenhauser                                          | G                                                    | 200                                                  | 500                                                  | 3 h 09 min 10 s 094                                  | 255,224 km/h                                         | USAC                                                 |
| 1975  | 25 mai                                               | Bobby Unser                                          | All American Racers                                  | Eagle                                                | Offenhauser                                          | G                                                    | 174*                                                 | 435                                                  | 2 h 54 min 55 s 064                                  | 240,135 km/h                                         | USAC                                                 |
| 1976  | 30 mai                                               | Johnny Rutherford                                    | Bruce McLaren Motor Racing                           | McLaren                                              | Offenhauser                                          | G                                                    | 102*                                                 | 255                                                  | 1 h 42 min 52 s 466                                  | 239,350 km/h                                         | USAC                                                 |
| 1977  | 29 mai                                               | A. J. Foyt                                           | A. J. Foyt Enterprises                               | Coyote                                               | Foyt                                                 | G                                                    | 200                                                  | 500                                                  | 3 h 05 min 57 s 186                                  | 259,637 km/h                                         | USAC                                                 |
| 1978  | 28 mai                                               | Al Unser                                             | Chaparral Racing                                     | Lola                                                 | Cosworth                                             | G                                                    | 200                                                  | 500                                                  | 3 h 05 min 54 s 974                                  | 259,689 km/h                                         | USAC                                                 |
| 1979  | 27 mai                                               | Rick Mears                                           | Penske Racing                                        | Penske                                               | Cosworth                                             | G                                                    | 200                                                  | 500                                                  | 3 h 08 min 47 s 950                                  | 255,723 km/h                                         | USAC                                                 |
| 1980  | 25 mai                                               | Johnny Rutherford                                    | Chaparral Racing                                     | Chaparral                                            | Cosworth                                             | G                                                    | 200                                                  | 500                                                  | 3 h 29 min 59 s 572                                  | 229,914 km/h                                         | USAC                                                 |
| 1981  | 24 mai                                               | Bobby Unser                                          | Penske Racing                                        | Penske                                               | Cosworth                                             | G                                                    | 200                                                  | 500                                                  | 3 h 35 min 41 s 819                                  | 223,834 km/h                                         | USAC                                                 |
| 1982  | 30 mai                                               | Gordon Johncock                                      | STP Patrick Racing Team                              | Wildcat                                              | Cosworth                                             | G                                                    | 200                                                  | 500                                                  | 3 h 05 min 09 s 122                                  | 260,760 km/h                                         | USAC                                                 |
| 1983  | 29 mai                                               | Tom Sneva                                            | Bignotti-Cotter                                      | March                                                | Cosworth                                             | G                                                    | 200                                                  | 500                                                  | 3 h 05 min 03 s 092                                  | 260,902 km/h                                         | CART                                                 |
| 1984  | 27 mai                                               | Rick Mears                                           | Penske Cars                                          | March                                                | Cosworth                                             | G                                                    | 200                                                  | 500                                                  | 3 h 03 min 21 s 638                                  | 263,308 km/h                                         | CART                                                 |
| 1985  | 26 mai                                               | Danny Sullivan                                       | Penske Cars                                          | March                                                | Cosworth                                             | G                                                    | 200                                                  | 500                                                  | 3 h 16 min 06 s 090                                  | 246,201 km/h                                         | CART                                                 |
| 1986  | 31 mai                                               | Bobby Rahal                                          | Truesports                                           | March                                                | Cosworth                                             | G                                                    | 200                                                  | 500                                                  | 2 h 55 min 43 s 457                                  | 274,750 km/h                                         | CART                                                 |
| 1987  | 24 mai                                               | Al Unser                                             | Penske Racing, Incorporated                          | March                                                | Cosworth                                             | G                                                    | 200                                                  | 500                                                  | 3 h 04 min 59 s 121                                  | 260,995 km/h                                         | CART                                                 |
| 1988  | 29 mai                                               | Rick Mears                                           | Penske Racing, Incorporated                          | Penske                                               | Chevrolet                                            | G                                                    | 200                                                  | 500                                                  | 3 h 27 min 10 s 167                                  | 233,047 km/h                                         | CART                                                 |
| 1989  | 28 mai                                               | Emerson Fittipaldi                                   | Patrick Racing Team                                  | Penske                                               | Chevrolet                                            | G                                                    | 200                                                  | 500                                                  | 2 h 59 min 01 s 074                                  | 269,695 km/h                                         | CART                                                 |
| 1990  | 27 mai                                               | Arie Luyendyk                                        | Doug Shierson Racing                                 | Lola                                                 | Chevrolet                                            | G                                                    | 200                                                  | 500                                                  | 2 h 41 min 18 s 404                                  | 299,307 km/h                                         | CART                                                 |
| 1991  | 26 mai                                               | Rick Mears                                           | Penske Racing, Incorporated                          | Penske                                               | Chevrolet                                            | G                                                    | 200                                                  | 500                                                  | 2 h 50 min 00 s 791                                  | 283,980 km/h                                         | CART                                                 |
| 1992  | 24 mai                                               | Al Unser Jr.                                         | Galles-Kraco Racing                                  | Galmer                                               | Chevrolet                                            | G                                                    | 200                                                  | 500                                                  | 3 h 43 min 05 s 148                                  | 216,420 km/h                                         | CART                                                 |
| 1993  | 30 mai                                               | Emerson Fittipaldi                                   | Penske Racing, Incorporated                          | Penske                                               | Chevrolet                                            | G                                                    | 200                                                  | 500                                                  | 3 h 10 min 49 s 860                                  | 253,000 km/h                                         | CART                                                 |
| 1994  | 29 mai                                               | Al Unser Jr.                                         | Penske Racing, Incorporated                          | Penske                                               | Mercedes-Benz                                        | G                                                    | 200                                                  | 500                                                  | 3 h 06 min 29 s 006                                  | 258,898 km/h                                         | CART                                                 |
| 1995  | 28 mai                                               | Jacques Villeneuve                                   | Team Green                                           | Reynard                                              | Ford Cosworth                                        | G                                                    | 200                                                  | 500                                                  | 3 h 15 min 17 s 561                                  | 247,221 km/h                                         | CART                                                 |
| 1996  | 26 mai                                               | Buddy Lazier                                         | Hemelgarn Racing                                     | Reynard                                              | Ford Cosworth                                        | F                                                    | 200                                                  | 500                                                  | 3 h 22 min 45 s 753                                  | 238,112 km/h                                         | IndyCar Series                                       |
| 1997  | 26-27 mai                                            | Arie Luyendyk                                        | Treadway Racing                                      | G Force                                              | Oldsmobile                                           | F                                                    | 200                                                  | 500                                                  | 3 h 25 min 43 s 388                                  | 234,686 km/h                                         | IndyCar Series                                       |
| 1998  | 24 mai                                               | Eddie Cheever                                        | Team Cheever                                         | Dallara                                              | Oldsmobile                                           | G                                                    | 200                                                  | 500                                                  | 3 h 26 min 40 s 524                                  | 233,604 km/h                                         | IndyCar Series                                       |
| 1999  | 30 mai                                               | Kenny Bräck                                          | A. J. Foyt Enterprises                               | Dallara                                              | Oldsmobile                                           | G                                                    | 200                                                  | 500                                                  | 3 h 15 min 51 s 182                                  | 246,513 km/h                                         | IndyCar Series                                       |
| 2000  | 28 mai                                               | Juan Pablo Montoya (R)                               | Target Chip Ganassi Racing                           | G Force                                              | Oldsmobile                                           | F                                                    | 200                                                  | 500                                                  | 2 h 58 min 59 s 431                                  | 269,737 km/h                                         | IndyCar Series                                       |
| 2001  | 27 mai                                               | Hélio Castroneves (R)                                | Marlboro Team Penske                                 | Dallara                                              | Oldsmobile                                           | F                                                    | 200                                                  | 500                                                  | 3 h 31 min 54 s 180                                  | 227,841 km/h                                         | IndyCar Series                                       |
| 2002  | 26 mai                                               | Hélio Castroneves                                    | Marlboro Team Penske                                 | Dallara                                              | Chevrolet                                            | F                                                    | 200                                                  | 500                                                  | 3 h 00 min 10 s 871                                  | 267,954 km/h                                         | IndyCar Series                                       |
| 2003  | 25 mai                                               | Gil de Ferran                                        | Marlboro Team Penske                                 | Panoz G Force                                        | Toyota                                               | F                                                    | 200                                                  | 500                                                  | 3 h 11 min 56 s 989                                  | 251,526 km/h                                         | IndyCar Series                                       |
| 2004  | 30 mai                                               | Buddy Rice                                           | Rahal Letterman Racing                               | Panoz G Force                                        | Honda                                                | F                                                    | 180*                                                 | 450                                                  | 3 h 14 min 55 s 2395                                 | 222,923 km/h                                         | IndyCar Series                                       |
| 2005  | 29 mai                                               | Dan Wheldon                                          | Andretti Green Racing                                | Dallara                                              | Honda                                                | F                                                    | 200                                                  | 500                                                  | 3 h 10 min 21 s 0769                                 | 253,637 km/h                                         | IndyCar Series                                       |
| 2006  | 28 mai                                               | Sam Hornish Jr.                                      | Marlboro Team Penske                                 | Dallara                                              | Honda                                                | F                                                    | 200                                                  | 500                                                  | 3 h 10 min 58 s 7590                                 | 252,804 km/h                                         | IndyCar Series                                       |
| 2007  | 27 mai                                               | Dario Franchitti                                     | Andretti Green Racing                                | Dallara                                              | Honda                                                | F                                                    | 166*                                                 | 415                                                  | 2 h 44 min 03 s 5608                                 | 244,257 km/h                                         | IndyCar Series                                       |
| 2008  | 25 mai                                               | Scott Dixon                                          | Target Chip Ganassi Racing                           | Dallara                                              | Honda                                                | F                                                    | 200                                                  | 500                                                  | 3 h 28 min 57 s 6792                                 | 231,049 km/h                                         | IndyCar Series                                       |
| 2009  | 24 mai                                               | Hélio Castroneves                                    | Marlboro Team Penske                                 | Dallara                                              | Honda                                                | F                                                    | 200                                                  | 500                                                  | 3 h 19 min 34 s 6427                                 | 241,913 km/h                                         | IndyCar Series                                       |
| 2010  | 30 mai                                               | Dario Franchitti                                     | Target Chip Ganassi Racing                           | Dallara                                              | Honda                                                | F                                                    | 200                                                  | 500                                                  | 3 h 05 min 37 s 0131                                 | 260,107 km/h                                         | IndyCar Series                                       |
| 2011  | 29 mai                                               | Dan Wheldon                                          | Bryan Herta Autosport                                | Dallara                                              | Honda                                                | F                                                    | 200                                                  | 500                                                  | 2 h 56 min 11 s 7267                                 | 274,015 km/h                                         | IndyCar Series                                       |
| 2012  | 27 mai                                               | Dario Franchitti                                     | Target Chip Ganassi Racing                           | Dallara                                              | Honda                                                | F                                                    | 200                                                  | 500                                                  | 2 h 58 min 51 s 2532                                 | 269,942 km/h                                         | IndyCar Series                                       |
| 2013  | 26 mai                                               | Tony Kanaan                                          | KV Racing Technology                                 | Dallara                                              | Chevrolet                                            | F                                                    | 200                                                  | 500                                                  | 2 h 40 min 03 s 4181                                 | 301,644 km/h                                         | IndyCar Series                                       |
| 2014  | 25 mai                                               | Ryan Hunter-Reay                                     | Andretti Autosport                                   | Dallara                                              | Honda                                                | F                                                    | 200                                                  | 500                                                  | 2 h 40 min 48 s 2305                                 | 300,244 km/h                                         | IndyCar Series                                       |
| 2015  | 24 mai                                               | Juan Pablo Montoya                                   | Team Penske                                          | Dallara                                              | Chevrolet                                            | F                                                    | 200                                                  | 500                                                  | 3 h 05 min 56 s 5286                                 | 259,653 km/h                                         | IndyCar Series                                       |
| 2016  | 29 mai                                               | Alexander Rossi (R)                                  | Andretti Herta Autosport                             | Dallara                                              | Honda                                                | F                                                    | 200                                                  | 500                                                  | 3 h 00 min 02 s 0872                                 | 268,171 km/h                                         | IndyCar Series                                       |
| 2017  | 28 mai                                               | Takuma Satō,                                         | Andretti Autosport                                   | Dallara                                              | Honda                                                | F                                                    | 200                                                  | 500                                                  | 3 h 13 min 03 s 3584                                 | 250,084 km/h                                         | IndyCar Series                                       |
| 2018  | 27 mai                                               | Will Power                                           | Team Penske                                          | Dallara                                              | Chevrolet                                            | F                                                    | 200                                                  | 500                                                  | 2 h 59 min 42 s 6365                                 | 268,656 km/h                                         | IndyCar Series                                       |
| 2019  | 26 mai                                               | Simon Pagenaud                                       | Team Penske                                          | Dallara                                              | Chevrolet                                            | F                                                    | 200                                                  | 500                                                  | 2 h 50 min 39 s 2797                                 | 282,913 km/h                                         | IndyCar Series                                       |
| 2020  | 23 août                                              | Takuma Satō                                          | Rahal Letterman Racing                               | Dallara                                              | Honda                                                | F                                                    | 200                                                  | 500                                                  | 3 h 10 min 05 s 088                                  | 253,993 km/h                                         | IndyCar Series                                       |
| 2021  | 30 mai                                               | Hélio Castroneves                                    | Meyer Shank Racing                                   | Dallara                                              | Honda                                                | F                                                    | 200                                                  | 500                                                  | 2 h 37 min 19 s 4043                                 | 306,885 km/h                                         | IndyCar Series                                       |
| 2022  | 29 mai                                               | Marcus Ericsson                                      | Chip Ganassi Racing                                  | Dallara                                              | Honda                                                | F                                                    | 200                                                  | 500                                                  | 2 h 51 min 00 s 643                                  | 282,340 km/h                                         | IndyCar Series                                       |
| 2023  | 28 mai                                               | Josef Newgarden                                      | Team Penske                                          | Dallara                                              | Chevrolet                                            | F                                                    | 200                                                  | 500                                                  | 2 h 58 min 21 s 961                                  | 270,680 km/h                                         | IndyCar Series                                       |
| 2024  | 26 mai                                               | Josef Newgarden                                      | Team Penske                                          | Dallara                                              | Chevrolet                                            | F                                                    | 200                                                  | 500                                                  | 2 h 58 min 49 s 4079                                 | 269,988 km/h                                         | IndyCar Series                                       |
| 2025  | 25 mai                                               | Álex Palou                                           | Chip Ganassi Racing                                  | Dallara                                              | Honda                                                | F                                                    | 200                                                  | 500                                                  | 2 h 57 min 38 s 2965                                 | 271,791 km/h                                         | IndyCar Series                                       |

(R) Indique les pilotes « rookie »
* Course interrompue par la pluie

### Citations originales
1. ↑  (en) « Drivers, start your engines »
2. ↑  (en) « We certainly had no feeling that we were creating some scientific breakthrough! … We put the engine at the rear… because it was the practical thing to do »